# Bangkok
Bangkok u oficialmente Krung Thep Mahanakhon ([bāːŋ kɔ̀ːk] en tailandés: กรุงเทพมหานคร o กรุงเทพ [krūŋ tʰêːp mahǎː nákʰɔ̄ːn]ⓘ, RTGS: Krung Thep Mahanakhon traducido como «La ciudad de los ángeles») es la capital y ciudad principal de Tailandia. Aunque el nombre oficial de la capital no es Bangkok, es comúnmente empleado internacionalmente para referirse a la ciudad.
Bangkok significa «aldea de la ciruela silvestre» y es el nombre de una parte del lado del río Thon Buri. 
Sin embargo, este nombre es el que usan los extranjeros para referirse a la ciudad, incluso en pueblos remotos tailandeses hay gente que tal vez nunca haya oído hablar de Bangkok, porque el nombre tailandés de la ciudad es Krung Thep, que significa "Ciudad de los Ángeles".
La ciudad, fue un pequeño puesto de comercio en la desembocadura del río Chao Phraya durante el reino de Ayutthaya. Llegó al primer plano de Siam, cuando recibió el estatus de ciudad capital en 1768 después de la quema de Ayutthaya. Sin embargo el actual reino Rattanakosin no comenzó hasta 1782 cuando Rama I trasladó la capital a la isla de Rattanakosin, después de la muerte del rey Taksin. La capital de Rattanakosin es ahora formalmente llamada «Phra Nakhon» (en tailandés: พระนคร), perteneciente a los antiguos límites en el núcleo de la metrópolis y el nombre de Bangkok incorpora la acumulación urbana desde el siglo XVIII, con su propia administración pública y gobernador.
Durante los últimos doscientos años Bangkok ha crecido hasta llegar a ser el centro político, social y económico de Tailandia ampliando su pujanza hacia Indochina y el Sudeste asiático. Su influencia en el arte, la política, moda, educación y entretenimiento, así como en los negocios, le ha proporcionado a Bangkok el estatus de ciudad global. En 2016, según un informe elaborado por MasterCard, fue reconocida como la ciudad más visitada por turistas extranjeros con 21,47 millones superando a Londres.
La ciudad tenía una población de alrededor de 8.5 millones de habitantes, mientras que el área de gran Bangkok posee 11.971.000 habitantes (a enero de 2008). Esto, a su vez, ha cambiado el país ya que ha pasado de ser una población tailandesa homogénea a una heterogénea donde se incluye ciudadanos de procedencia occidental, con grupos de India o China, otorgando a la ciudad un estatus cosmopolita.

## Toponimia
El nombre oficial de la ciudad es Krung Thep (กรุงเทพฯ) de la palabra thai, proveniente del jmer, Krung que significa «capital», y thep del pali, forma del antiguo deva, que significa «divinidad» y que suele traducirse como «ciudad de ángeles», pero equivale más bien a «ciudad de los dioses».
Bangkok (en tailandés: บางกอก) es un nombre coloquial de significado impreciso adoptado por los extranjeros a partir de una pequeña aldea local y que se usa en el contexto internacional. Bang es la palabra thai para denominar a una aldea situada a orillas de un arroyo, y ko es la palabra para isla; por lo cual el nombre original, Bang Ko (บางเกาะ), significa «la aldea de la isla». Otra etimología sostiene que es una contracción de Bang Makok (บางมะกอก), makok es el nombre de un arbusto local, el Elaeocarpus hygrophilus, del género Elaeocarpus, el cual da un fruto de tamaño y forma similar a la aceituna. El nombre significaría, en ese caso, «aldea del makok». De hecho el cercano templo de Wat Arun, suele ser llamado Wat Makok.
La forma larga y en desuso del nombre de la ciudad es: Krungteb Mahanakon Amon Ratta Nakosin Mahin Tharayud Tayama Mahadihlok Pharad Chataniburom Rich Rad Chaniwet Maha Satan Amon Phiman Awatansathit Sakthatthiyavid Sanukamprasit (กรุงเทพมหานคร อมรรัตนโกสินทร์ มหินทรายุธยามหาดิลก ภพนพรัตน์ ราชธานีบุรีรมย์ อุดมราชนิเวศน์ มหาสถาน อมรพิมาน อวตารสถิต สักกะทัตติยะ วิษณุกรรมประสิทธิ์) es decir: «Ciudad de los devas-Gran Ciudad de los Inmortales-Honrada con nueve copas, residencia real- ciudad con muchos palacios, hechizo divino, erigida por Visvakarman a instancias de Indra». Este nombre ceremonial emplea palabras en pali y sánscrito, precedidas por el vocablo thai: Krung: capital, nombre que ha sido considerado como el más largo topónimo del mundo ya que cuenta con 163 caracteres.El Libro Guiness no la reconoce como la ciudad con el nombre más largo del mundo ya que es un topónimo cuyo uso es meramente ceremonial.

## Historia

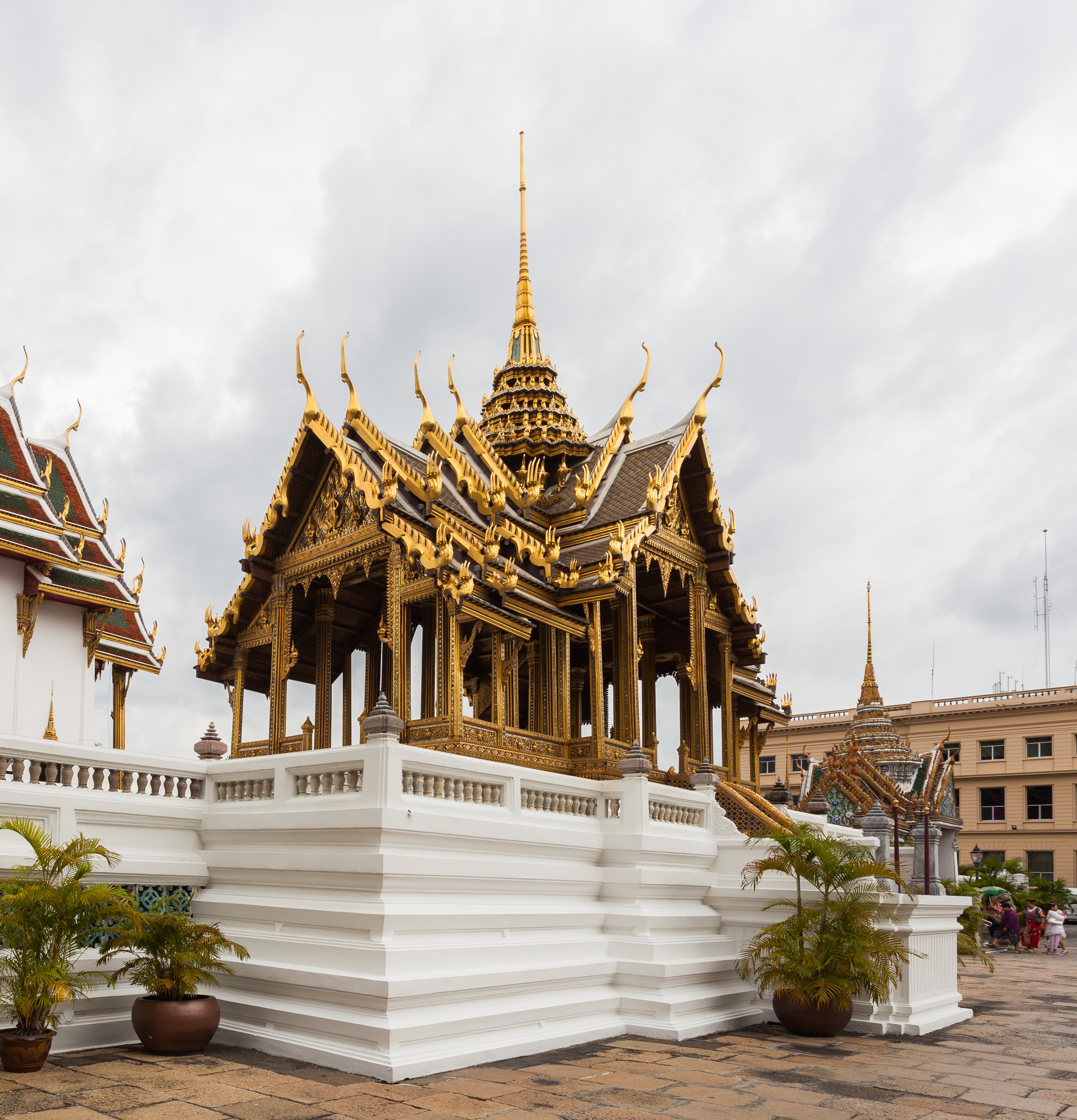
Wat Phra Kaeo.

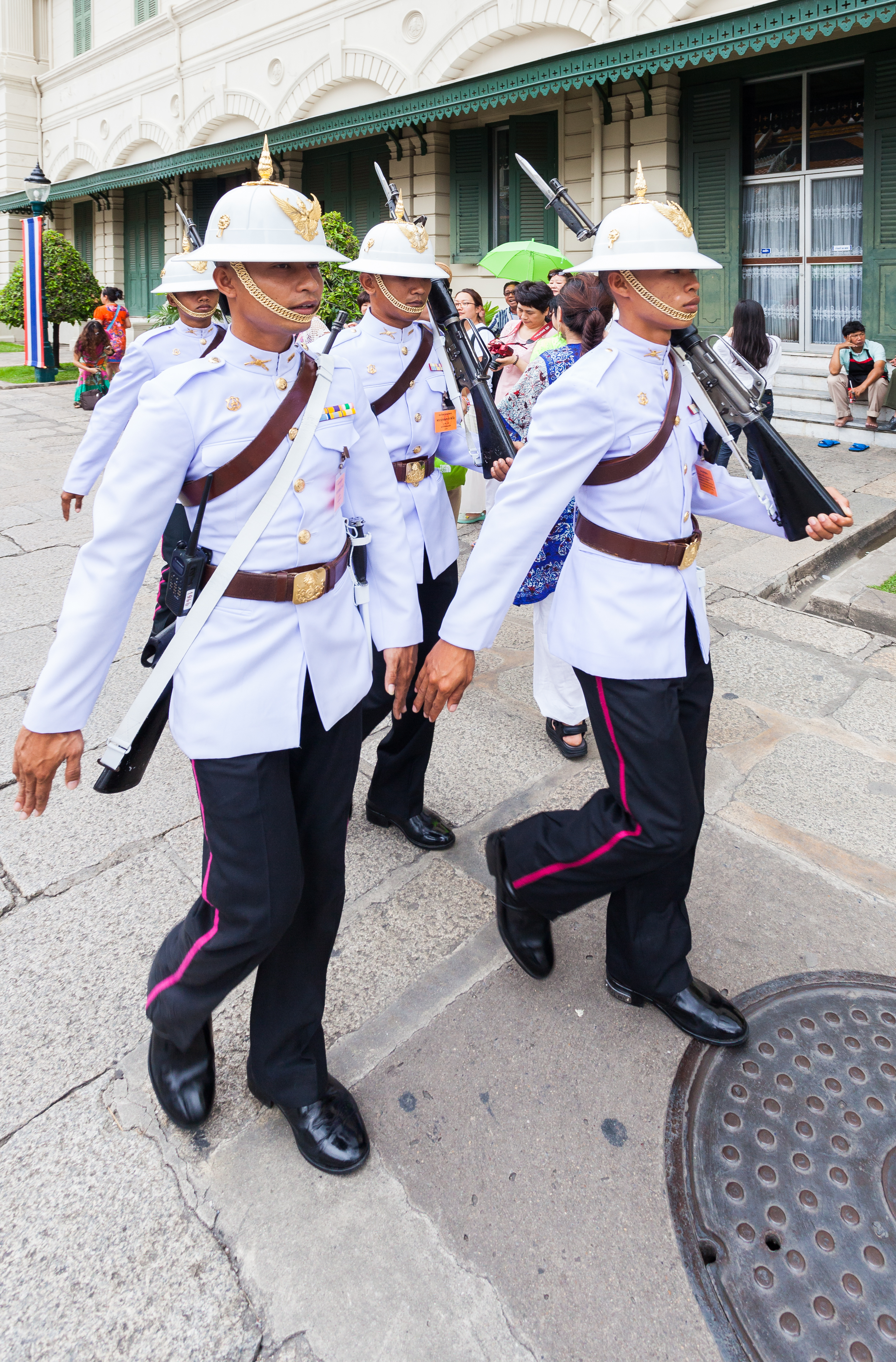
Regimiento Primero de Infantería de la Guardia Real, Gran Palacio.

Bangkok inicialmente fue un pequeño centro comercial y comunidad portuaria llamada Bang Makok (lugar de ciruelos oliváceos), sirviendo a la ciudad de Ayutthaya, que era la capital de Siam hasta que cayera en manos de Birmania en 1767. La capital fue establecida en Thon Buri (ahora parte de Bangkok) sobre el lado oeste del río. 
En 1782 el rey Rama I construyó un palacio sobre la orilla este e hizo de Bangkok su capital, renombrándola Krung Thep, que significa «ciudad de ángeles». El pueblo de Bangkok dejó de existir pero su nombre sigue siendo usado por los extranjeros.

### Origen
En sus orígenes, Bangkok no era más que un pequeño pueblo de pescadores en la orilla oriental del Chao Phraya. Aparece registrada por primera vez en un mapa portugués de 1511. En 1680, sólo había tres lugares habitados al sur de la aldea: una aduana, la oficina del factor neerlandés llamada Fuerte Ámsterdam, construida en 1622, y la aldea de Ban Vat. Durante el periodo histórico del reino de Ayutthaya, la aldea se convirtió en un puerto comercial de tamaño considerable y una parada importante en la ruta fluvial hacia la capital.
Los orígenes de la actual Bangkok se sitúan en la pequeña ciudad de Thonburi, hoy parte de la capital, en la orilla occidental del Chao Praya. El general Taksin convirtió Thonburi en la nueva capital en 1772, después de que la capital del reino de Ayutthaya quedara destruida en gran parte en la guerra con Birmania de 1767. Diez años más tarde, el nuevo rey Rama I, fundador de la dinastía Chakri, que sigue gobernando en la actualidad, trasladó la sede del Gobierno a la orilla oriental y comenzó a convertir en capital la zona llamada Rattanakosin, con la aldea de Bang Kok, habitada mayoritariamente por chinos en aquella época, siguiendo el modelo de la antigua ciudad de residencia.
Desde entonces, el nombre oficial de la ciudad es Krung Thep. Sin embargo, ésta es sólo una forma abreviada del nombre completo, el nombre de ciudad más largo del mundo. Los comerciantes y viajeros occidentales utilizaron en su lugar el nombre de la aldea Bangkok, que se convirtió en el nombre internacionalmente conocido en la actualidad.

### Ciudad de los Canales
Rattanakosin se convirtió en una isla artificial en un recodo del Chao Phraya a través de un canal, el Khlong Lot, en cuyo centro se construyeron el nuevo palacio real y el templo real, Wat Phra Kaeo con el Buda de Esmeralda (Phra Kaeo), santuario nacional de Tailandia.
En aquella época, toda la ciudad estaba surcada por una densa red de canales (khlongs). La mayor parte del tráfico circulaba por ellos. Incluso los mercados se celebraban sobre el agua («mercados flotantes»). Apenas había carreteras. En aquella época, Bangkok era conocida como la Venecia de Oriente. La mayoría de los khlongs se fueron rellenando uno tras otro desde mediados del siglo XIX para hacer sitio al creciente tráfico rodado y al crecimiento de la ciudad.
En 1863 se terminó la primera carretera asfaltada de la ciudad, Thanon Charoen Krung (literalmente «carretera para ampliar la capital»; los extranjeros occidentales la llamaban New Road), en lugar de un camino anterior pisoteado por elefantes. Durante el reinado de Chulalongkorn (Rama V) (1868-1910), se construyeron una línea de ferrocarril que unía Bangkok con el norte del país, líneas de tranvía para el tráfico urbano, un gran número de nuevas carreteras y la mayoría de los edificios gubernamentales, a menudo influidos por estilos europeos.

### Desde elSigloXX
A principios del siglo XX, la ciudad creció más allá de sus antiguos límites hacia el norte y el este. La inauguración del primer puente, el Memorial Bridge, sobre el Chao Praya en 1932 supuso un nuevo impulso de crecimiento, sobre todo para los distritos situados al oeste del río. Durante la Segunda Guerra Mundial, Bangkok estuvo ocupada por las fuerzas japonesas durante varios años y fue bombardeada por los aliados a partir de 1944. Sin embargo, tras el fin de la guerra, la ciudad se recuperó rápidamente y siguió creciendo a un ritmo constante.

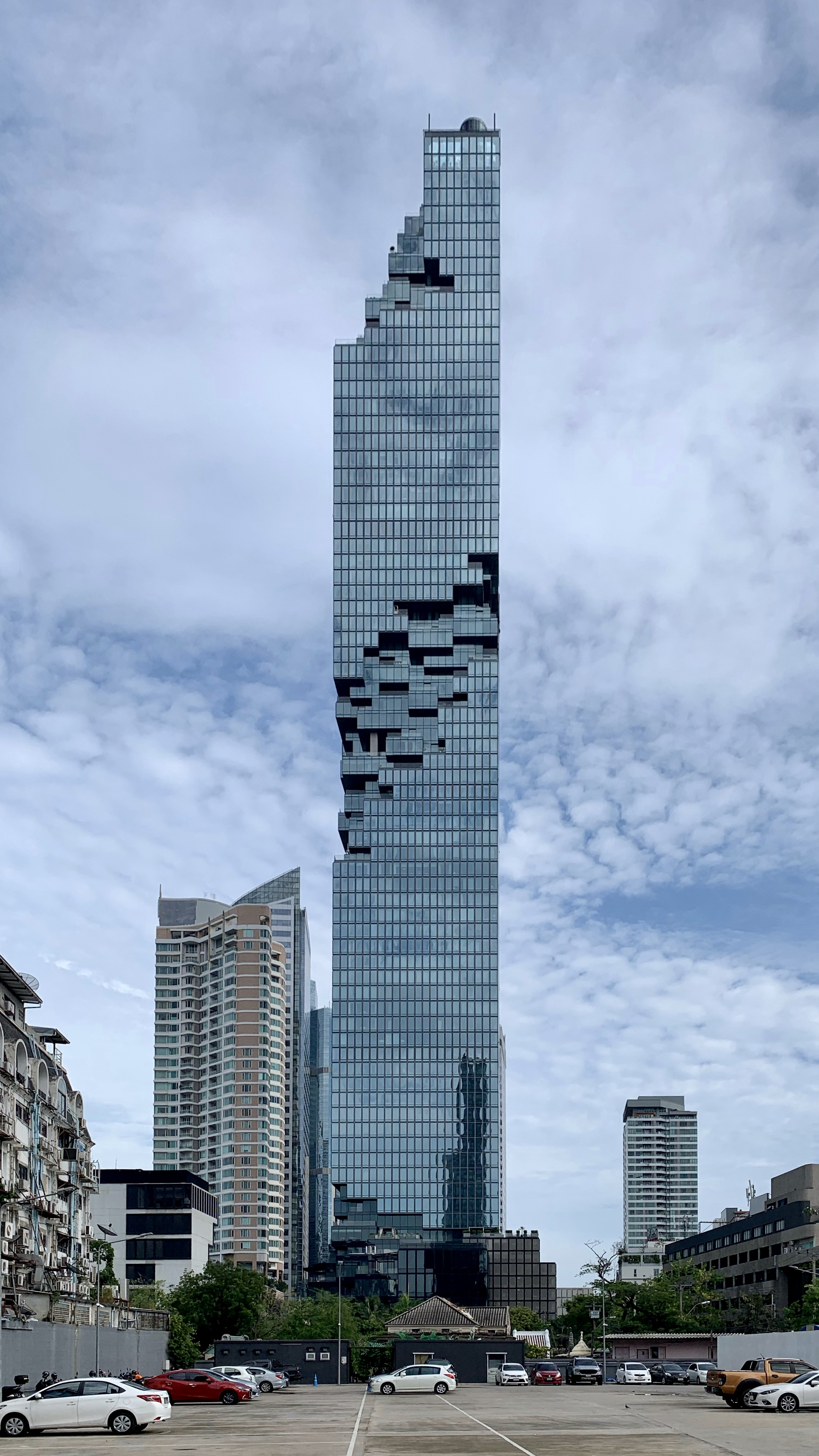
MahaNakhon con 314 metros de altura es el rascacielos más elevado de Tailandia, fue terminado en 2016

A mediados del siglo XX, la mayoría de los khlongs ya habían sido rellenados y sustituidos por bulevares y carreteras. En esta época también se construyeron carreteras de largo recorrido en todas direcciones, como la carretera de Sukhumvit. A partir de las décadas de 1960 y 1970, se construyeron más casas y se desarrollaron más autopistas urbanas que nunca. En la década de 1970, Bangkok fue escenario de acontecimientos políticos de gran calado: primero, el levantamiento popular contra la dictadura militar en octubre de 1973; tres años después, la matanza de estudiantes y manifestantes de izquierdas en el campus de la Universidad de Thammasat. Con el auge económico de la década de 1980, comenzó otro nuevo desarrollo, que llevó a la construcción de un gran número de rascacielos y cambió para siempre el paisaje urbano. Al mismo tiempo, el número de habitantes aumentó rápidamente, convirtiendo Bangkok en una de las mayores metrópolis del mundo. En mayo de 1992 volvieron a producirse protestas masivas en la capital contra el gobierno de entonces, que fueron brutalmente reprimidas en el llamado «Mayo Negro».
A principios del siglo XXI, viven en Bangkok más de seis millones de personas, y más de diez millones en la región metropolitana. Económicamente, la ciudad se está recuperando visiblemente del colapso sufrido al final del boom de los años 90, lo que se refleja también en los nuevos proyectos de construcción. Uno de los mayores problemas urbanos es el tráfico rodado. Incluso la ampliación de la red de transporte público con el metro y el Skytrain de Bangkok sólo ha podido aliviar mínimamente la situación hasta ahora.
Tras varias crisis políticas en el país desde 2006, Bangkok fue escenario de sangrientos disturbios en abril y mayo de 2010, que causaron conmoción internacional.
A finales de octubre de 2011, la mayor catástrofe por inundaciones en 50 años anegó varios distritos de Bangkok, y muchos barrios tuvieron que ser evacuados.
A finales de 2013 y principios de 2014, Bangkok volvió a ser escenario de disturbios por motivos políticos. En enero de 2014, el movimiento opositor se fijó el objetivo de paralizar por completo la vida pública de Bangkok («Shutdown Bangkok»). El conflicto terminó en mayo de 2014 con otro golpe militar.

## Geografía

Canales en Bangkok.

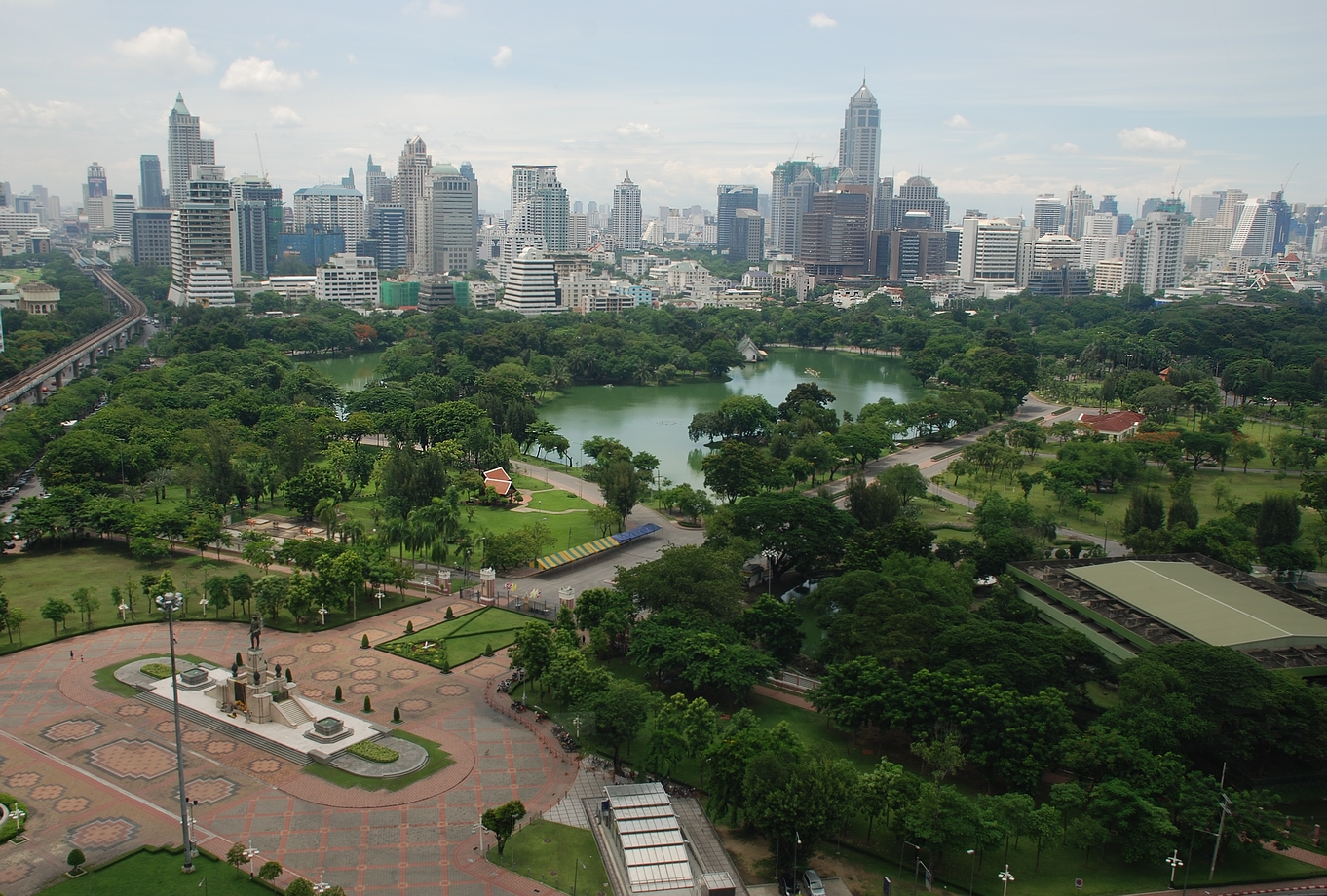
Vista aérea del Parque Lumphini mayor parque de Bangkok.

El área administrativa especial de Bangkok cubre 8.461.568,7 km², convirtiéndose en la 68.ª provincia más grande de Tailandia. La mayoría del área la ocupa la ciudad de Bangkok haciendo de ella una de las ciudades más grandes del mundo. El río Chao Phraya, que abarca 372 km, es el principal accidente geográfico de Bangkok. La cuenca del río Chao Phraya, los alrededores de Bangkok y las provincias cercanas incluyen una serie de llanuras y deltas de los ríos que desembocan en la bahía de Bangkok, a unos 30 km al sur del centro de la ciudad. 
Esto dio lugar a la denominación de Bangkok como la «Venecia de Oriente», debido al número de canales y vías que dividen el área en parcelas separadas de la tierra. Antiguamente la ciudad utilizaba estos canales, muy abundantes en Bangkok, como divisiones de los distritos de la ciudad. Sin embargo, tras el rápido crecimiento de la ciudad en la segunda mitad del siglo XX, el plan fue abandonado y se adoptó un sistema diferente de división.
Bangkok se encuentra a unos dos metros sobre el nivel del mar, lo que provoca problemas para la protección de la ciudad contra inundaciones durante la temporada de los monzones. A menudo, después de un aguacero, el agua en los canales y el río se desborda de las riberas, dando lugar a graves anegamientos, como la acaecida en 2011. La Administración Metropolitana de Bangkok (BMA) ha instalado más diques al lado de algunos canales para evitar que los niveles de agua lleguen al nivel urbano. Sin embargo, hay algunas desventajas para las amplias rutas de canal en Bangkok, ya que se rumorea que la ciudad se hunde un promedio de dos centímetros al año ya que se encuentra completamente en un pantano.

### Clima

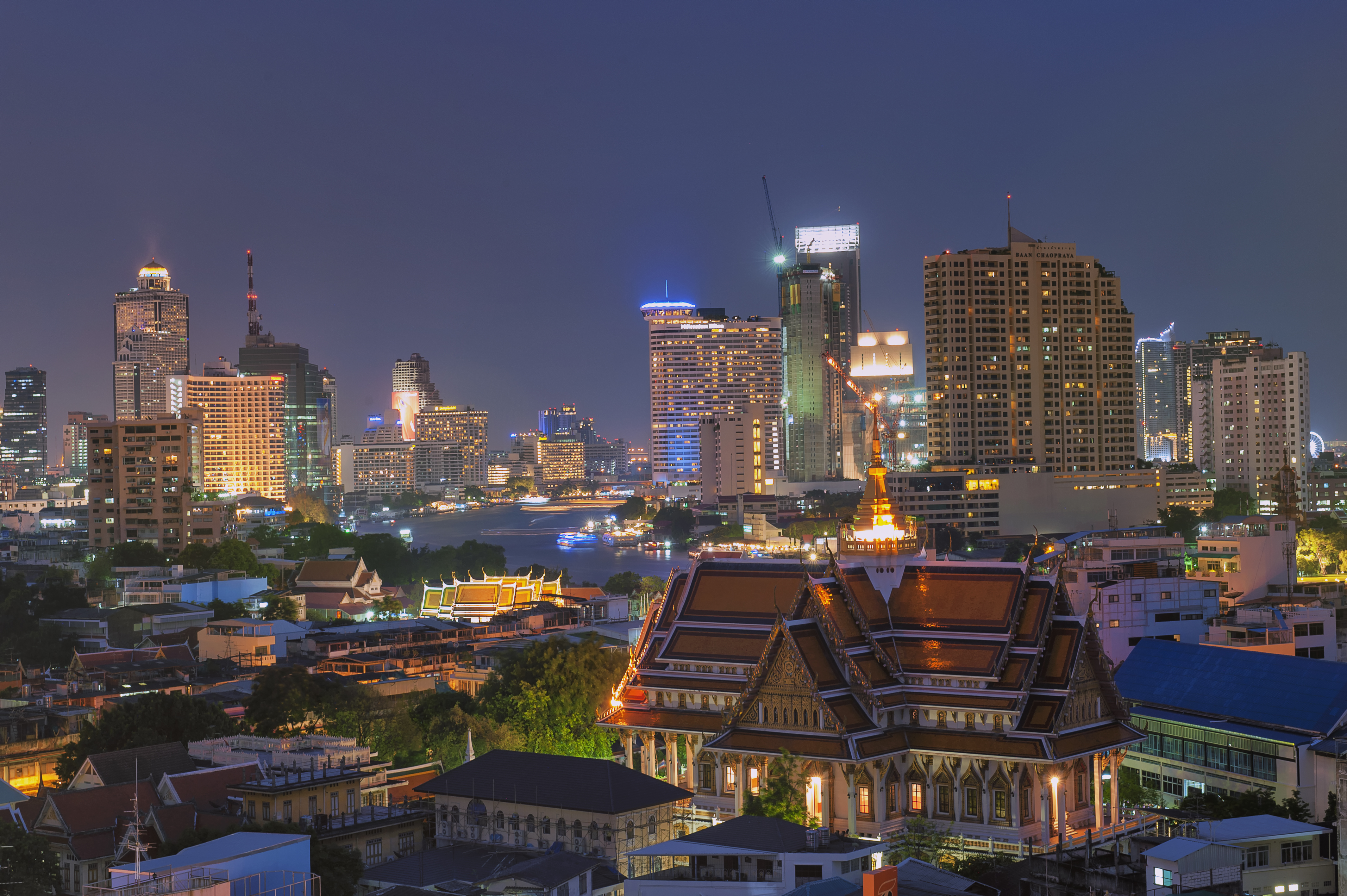
El distrito de Samphanthawong en Bangkok

Bangkok tiene un Clima tropical de sabana (clasificación climática de Köppen: Aw). La temperatura más alta registrada en la ciudad fue de 41,0 °C en 7 de mayo de 2023, mientras que la más baja registrada tuvo lugar en enero de 1955, cuando se registró 9,9 °C. Las temperaturas más bajas fueron archivadas en los meses de enero de 1924, 1955 y 1974, así como en diciembre de 1999. El año más caluroso en Bangkok fue 1998 (con una media de 29,7 °C registrados en el） y el más frío fue 1845(con 26,4 °C). Las granizadas son algo prácticamente desconocidas en la ciudad, con un solo registro en los últimos cincuenta años.
| Parámetros climáticos promedio de Bangkok | Parámetros climáticos promedio de Bangkok | Parámetros climáticos promedio de Bangkok | Parámetros climáticos promedio de Bangkok | Parámetros climáticos promedio de Bangkok | Parámetros climáticos promedio de Bangkok | Parámetros climáticos promedio de Bangkok | Parámetros climáticos promedio de Bangkok | Parámetros climáticos promedio de Bangkok | Parámetros climáticos promedio de Bangkok | Parámetros climáticos promedio de Bangkok | Parámetros climáticos promedio de Bangkok | Parámetros climáticos promedio de Bangkok | Parámetros climáticos promedio de Bangkok |
| Mes                                       | Ene.                                      | Feb.                                      | Mar.                                      | Abr.                                      | May.                                      | Jun.                                      | Jul.                                      | Ago.                                      | Sep.                                      | Oct.                                      | Nov.                                      | Dic.                                      | Anual                                     |
| ----------------------------------------- | ----------------------------------------- | ----------------------------------------- | ----------------------------------------- | ----------------------------------------- | ----------------------------------------- | ----------------------------------------- | ----------------------------------------- | ----------------------------------------- | ----------------------------------------- | ----------------------------------------- | ----------------------------------------- | ----------------------------------------- | ----------------------------------------- |
| Temp. máx. abs. (°C)                      | 35                                        | 36                                        | 40.1                                      | 40.0                                      | 41.0                                      | 38.8                                      | 38.4                                      | 38.2                                      | 37.4                                      | 37.9                                      | 38.8                                      | 37.1                                      | 41.0                                      |
| Temp. máx. media (°C)                     | 32.7                                      | 33.7                                      | 34.7                                      | 35.7                                      | 35.1                                      | 34.1                                      | 33.5                                      | 33.3                                      | 33.2                                      | 33.3                                      | 33.1                                      | 32.3                                      | 33.7                                      |
| Temp. media (°C)                          | 27.4                                      | 28.6                                      | 29.7                                      | 30.7                                      | 30.3                                      | 29.7                                      | 29.2                                      | 29.2                                      | 28.6                                      | 28.4                                      | 28.4                                      | 26.9                                      | 28.9                                      |
| Temp. mín. media (°C)                     | 23.4                                      | 24.8                                      | 26.4                                      | 27.2                                      | 26.9                                      | 26.4                                      | 26.1                                      | 25.9                                      | 25.4                                      | 25.2                                      | 24.7                                      | 23.2                                      | 25.4                                      |
| Temp. mín. abs. (°C)                      | 9.9                                       | 14.9                                      | 13.7                                      | 19.9                                      | 21.1                                      | 21.1                                      | 21.9                                      | 21.2                                      | 21.3                                      | 18.3                                      | 14.2                                      | 10.5                                      | 9.9                                       |
| Precipitación total (mm)                  | 23.6                                      | 21.4                                      | 51.0                                      | 93.3                                      | 216.8                                     | 198.5                                     | 189.7                                     | 227.1                                     | 335.9                                     | 288.7                                     | 44.6                                      | 11.6                                      | 1702.1                                    |
| Días de precipitaciones (≥ 1.0 mm)        | 1.9                                       | 1.9                                       | 3.4                                       | 5.4                                       | 12.4                                      | 13.4                                      | 14.1                                      | 15.6                                      | 18.0                                      | 14.4                                      | 3.8                                       | 1.0                                       | 105.3                                     |
| Horas de sol                              | 216.0                                     | 215.8                                     | 234.2                                     | 226.6                                     | 196.2                                     | 158.4                                     | 140.7                                     | 128.9                                     | 129.6                                     | 157.5                                     | 194.8                                     | 213.5                                     | 2212.2                                    |
| Humedad relativa (%)                      | 67.9                                      | 70.5                                      | 72.6                                      | 72.0                                      | 74.4                                      | 75.2                                      | 75.5                                      | 76.4                                      | 79.3                                      | 78.0                                      | 68.8                                      | 65.6                                      | 73                                        |
| Fuente n.º 1:                             |                                           |                                           |                                           |                                           |                                           |                                           |                                           |                                           |                                           |                                           |                                           |                                           |                                           |
| Fuente n.º 2: Hong Kong Observatory       |                                           |                                           |                                           |                                           |                                           |                                           |                                           |                                           |                                           |                                           |                                           |                                           |                                           |

### Paisaje urbano
Los distritos de Bangkok no suelen representar con exactitud las divisiones funcionales de sus barrios ni el uso del suelo. Aunque las políticas de planificación urbana se remontan a la comisión del «Plan Litchfield» en 1960, que establecía estrategias para el uso del suelo, el transporte y la mejora de las infraestructuras generales, las normas de zonificación no se aplicaron plenamente hasta 1992. En consecuencia, la ciudad creció de forma orgánica durante el periodo de su rápida expansión, tanto en sentido horizontal, al extenderse las urbanizaciones a lo largo de las carreteras recién construidas, como en sentido vertical, con la construcción de un número creciente de rascacielos en las zonas comerciales.
La ciudad ha crecido desde su centro original a lo largo del río hasta convertirse en una metrópolis en expansión rodeada de franjas de desarrollo residencial suburbano que se extienden hacia el norte y el sur de las provincias vecinas. Las ciudades de Nonthaburi, Pak Kret, Rangsit y Samut Prakan, muy pobladas y en crecimiento, son ahora suburbios de Bangkok. No obstante, siguen existiendo grandes zonas agrícolas dentro de la ciudad propiamente dicha, en sus márgenes oriental y occidental, y un pequeño número de zonas forestales se encuentra dentro de los límites de la ciudad: 3.887 rai (6,2 km²; 2,4 millas cuadradas), que representan el 0,4% de la superficie de la ciudad. El uso del suelo en la ciudad se compone de un 23% de uso residencial, un 24% de uso agrícola y un 30% de uso comercial, industrial y gubernamental. El Departamento de Planificación de la Ciudad (CPD) de la BMA es el responsable de planificar y dar forma al desarrollo futuro. Publicó actualizaciones del plan maestro en 1999 y 2006, y una tercera revisión está siendo sometida a audiencias públicas en 2012.

### Topografía

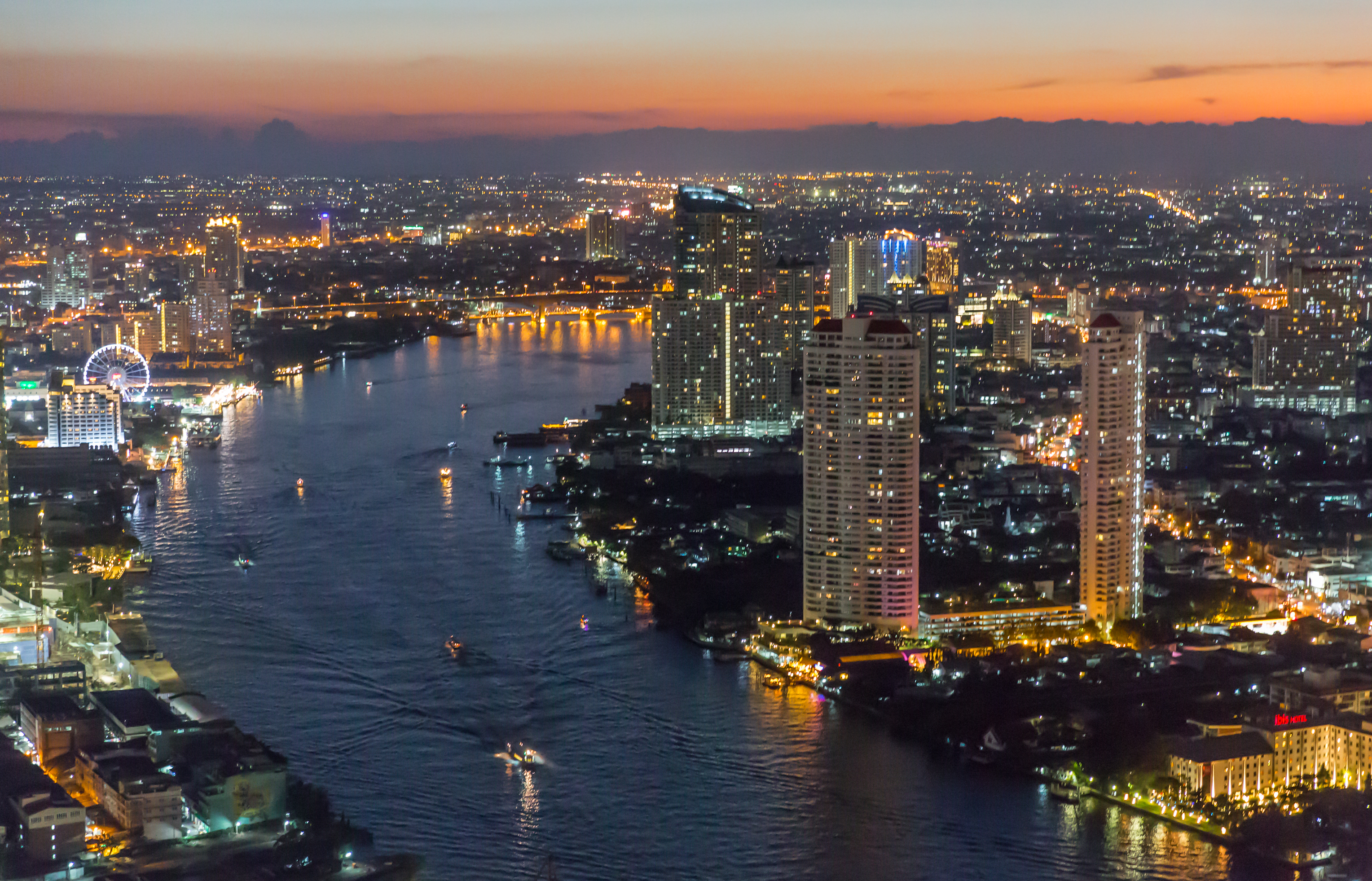
El Río Chao Phraya a su paso por Bangkok

Bangkok está situada en el delta del río Chao Phraya, en la llanura central de Tailandia. El río serpentea por la ciudad en dirección sur y desemboca en el golfo de Tailandia a unos 25 km al sur del centro. La zona es llana y baja, con una altitud media de 1,5 metros sobre el nivel del mar. La mayor parte de la zona era originalmente pantanos, que se fueron drenando y regando para la agricultura con la construcción de canales (khlong) entre los siglos XVI y XIX. El curso del río a su paso por Bangkok ha sido modificado por la construcción de varios canales de atajo.
La red fluvial de la ciudad fue el principal medio de transporte hasta finales del siglo XIX, cuando empezaron a construirse carreteras modernas. Hasta entonces, la mayoría de la gente vivía cerca o en el agua, lo que llevó a la ciudad a ser conocida en el siglo XIX como la "Venecia del Este". Muchos de estos canales se han rellenado o pavimentado, pero otros siguen cruzando la ciudad, sirviendo como importantes canales de drenaje y rutas de transporte. La mayoría de ellos están muy contaminados, aunque la BMA se ha comprometido a tratar y limpiar varios.
La geología de la zona de Bangkok se caracteriza por una capa superior de arcilla marina blanda, conocida como "arcilla de Bangkok", de 15 metros de espesor de media, que recubre un sistema acuífero formado por ocho unidades conocidas. Esta característica ha contribuido a los efectos del hundimiento causado por el extenso bombeo de aguas subterráneas. Reconocido por primera vez en la década de 1970, el hundimiento pronto se convirtió en un problema crítico, alcanzando una tasa de 120 milímetros (4,7 pulgadas) por año en 1981. Desde entonces, la gestión de las aguas subterráneas y las medidas de mitigación han disminuido la gravedad de la situación, y el índice de hundimiento se redujo a entre 10 y 30 milímetros (0,39 y 1,18 pulgadas) al año a principios de la década de 2000, aunque algunas partes de la ciudad se encuentran ahora 1 metro (3 pies 3 pulgadas) por debajo del nivel del mar.

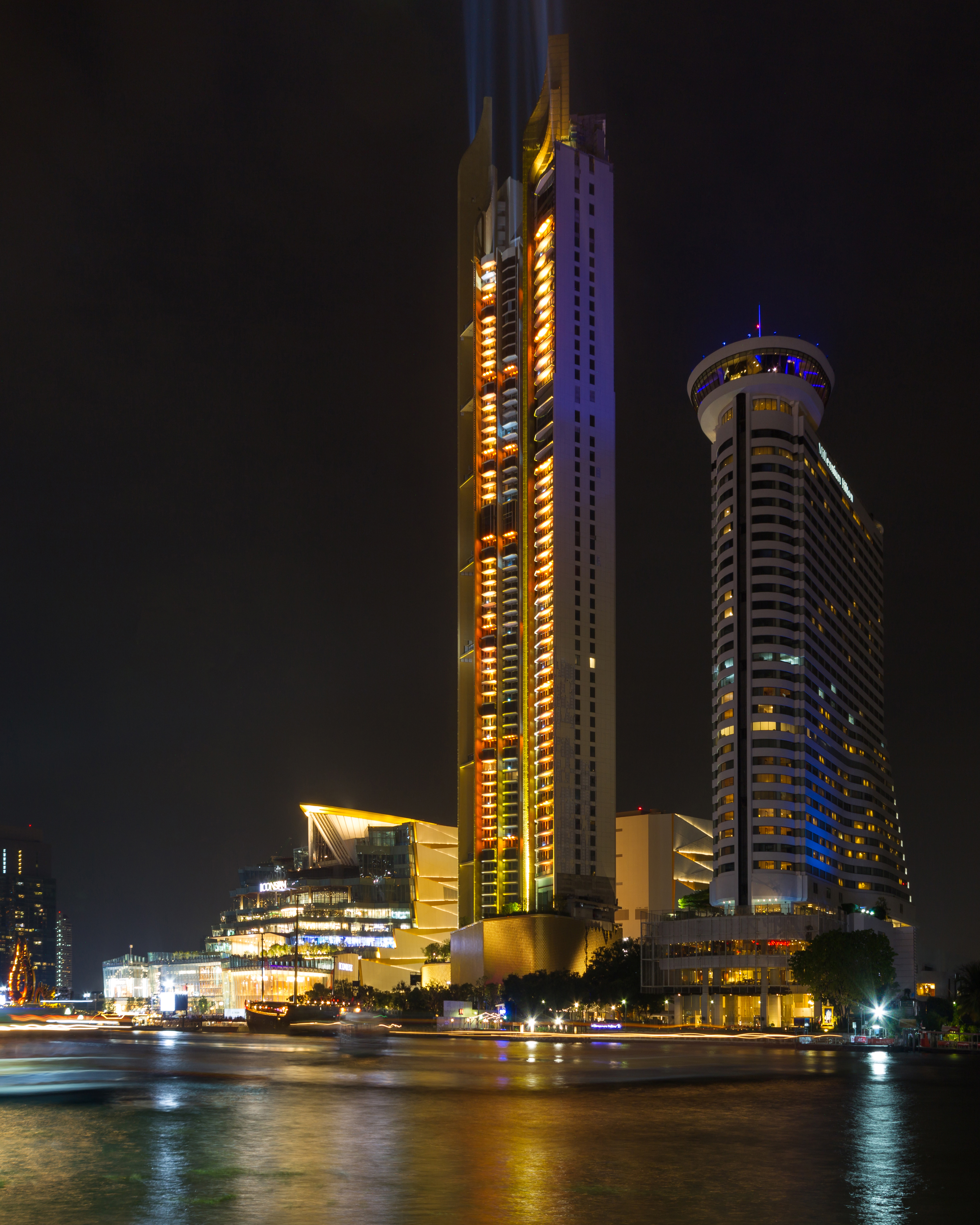
Bangkok posee numerosos edificios cercanos a la costa o ríos

El hundimiento ha aumentado el riesgo de inundaciones, pues Bangkok ya es propensa a sufrirlas debido a su escasa altitud y a una infraestructura de drenaje inadecuada, a lo que a menudo se suma la obstrucción provocada por la contaminación de la basura (sobre todo, residuos plásticos). En la actualidad, la ciudad utiliza barreras contra inundaciones y aumenta el drenaje de los canales mediante bombeo y la construcción de túneles de desagüe, pero algunas zonas de Bangkok y sus suburbios siguen inundándose con regularidad. Los principales factores desencadenantes son los fuertes aguaceros que provocan que la escorrentía urbana desborde los sistemas de drenaje y la descarga de escorrentía de las zonas situadas aguas arriba. En 1995 y 2011 se produjeron graves inundaciones que afectaron a gran parte de la ciudad. En 2011, la mayor parte de los distritos del norte, este y oeste de Bangkok se inundaron, en algunos lugares durante más de dos meses.
Luego, en octubre de 2021 durante plena pandemia las inundaciones en la ciudad de Bangkok y otras zonas al norte, que llegaron a afectar a casi 1 millón de personas.
La situación costera de Bangkok la hace especialmente vulnerable a la subida del nivel del mar debida al calentamiento global y al cambio climático. Un estudio de la OCDE ha estimado que 5,138 millones de personas en Bangkok pueden estar expuestas a inundaciones costeras en 2070, la séptima cifra más alta entre las ciudades portuarias del mundo. Se teme que la ciudad pueda quedar sumergida en 2030. Un estudio publicado en octubre de 2019 en Nature Communications corrigió modelos anteriores de elevaciones costeras y concluyó que hasta 12 millones de tailandeses -la mayoría en el área metropolitana de Bangkok- se enfrentan a la perspectiva de inundaciones anuales. A esto se suma la erosión costera, que es un problema en la zona costera del golfo, una pequeña parte de la cual se encuentra en el distrito de Bang Khun Thian de Bangkok. En la costa existían ecosistemas de llanura mareal, pero muchos han sido recuperados para la agricultura, la acuicultura y las salinas.
En Bangkok no hay montañas. La cadena montañosa más cercana es el macizo de Khao Khiao, a unos 40 km al sureste de la ciudad. Phu Khao Thong, la única colina del área metropolitana, tiene su origen en un chedi muy grande que el rey Rama III (1787-1851) construyó en Wat Saket. El chedi se derrumbó durante la construcción porque el suelo blando no podía soportar su peso. En las décadas siguientes, la estructura abandonada de barro y ladrillo adquirió la forma de una colina natural y se llenó de maleza. Los lugareños la llamaban phu khao (ภูเขา), como si fuera un elemento natural. En la década de 1940 se añadieron muros de hormigón para impedir que la colina se erosionara.

## Administración

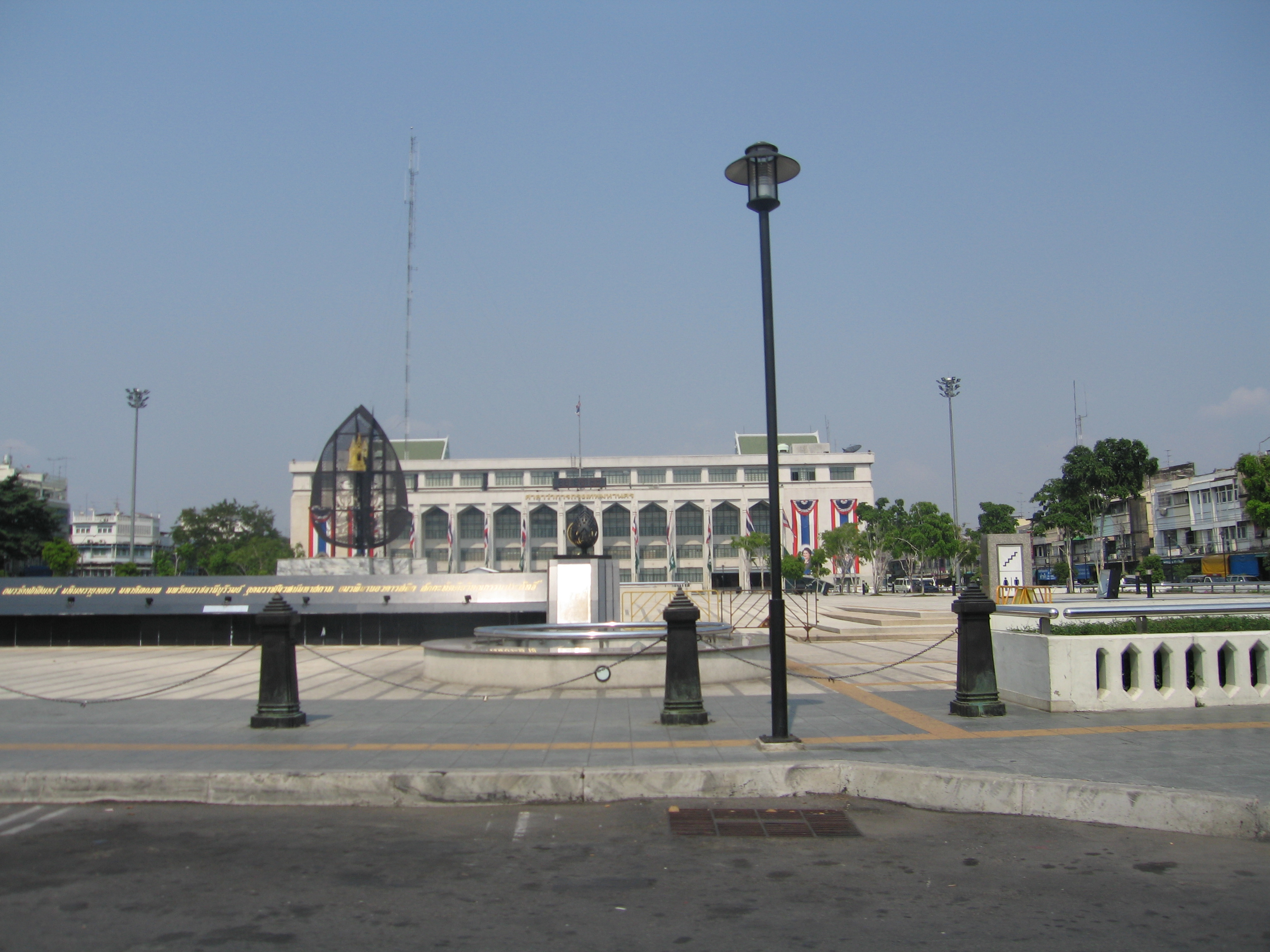
Edificio de gobierno en Bangkok.

Administrativamente, Bangkok es una de las dos áreas de administración especial de Tailandia (la otra es Pattaya), en que los ciudadanos votan para elegir a su gobernador, a diferencia de en las otras 75 provincias (changwat) de Tailandia. En la última elección gubernativa, en 2009, fue elegido gobernador Mom Rajawongse Sukhumbhand Paripatra.
La dispersión urbana de la Gran Metrópolis de Bangkok se extiende más allá de las fronteras de la provincia de Bangkok, se desparrama en las provincias vecinas de Nonthaburi, Samut Prakan y Pathum Thani. La provincia, como es hoy, fue creada en 1972, cuando la anterior provincia de Bangkok (changwat Phra Nakhon) fue fusionada con la provincia Thon Buri.
El escudo de la ciudad muestra al dios Indra que cabalga en las nubes sobre Erawan (Airavata), una criatura mitológica con forma de elefante (a veces representado con tres cabezas). En su mano Indra sostiene un rayo relampagueante, que es su arma para ahuyentar la sequía. El escudo se basa en una pintura hecha por Somdej Chaofa Kromphraya Narisra-nuwattiwong. El símbolo de árbol de Bangkok es el ficus benjamina.

### Distritos
Bangkok cuenta con cincuenta distritos (Khet, también llamados Amphoe) como subdivisiones administrativas bajo la autoridad legal de BMA. Treinta y cinco corresponden al este del río Chao Phraya y quince al oeste del área conocida por los lugareños como antigua provincia de Thonburi (en la actualidad distrito de Thon Buri). Su código oficial es el siguiente:
| 1. Phra Nakhon 2. Dusit 3. Nong Chok 4. Bang Rak 5. Bang Khen 6. Bang Kapi 7. Pathum Wan 8. Pom Prap Sattru Phai 9. Phra Khanong 10. Min Buri 11. Lat Krabang 12. Yan Nawa 13. Samphanthawong 14. Phaya Thai 15. Thon Buri 16. Bangkok Yai 17. Huai Khwang 18. Khlong San 19. Taling Chan 20. Bangkok Noi 21. Bang Khun Thian 22. Phasi Charoen 23. Nong Khaem 24. Rat Burana 25. Bang Phlat | 1. Din Dang 2. Bueng Kum 3. Sathon 4. Bang Sue 5. Chatuchak 6. Bang Kho Laem 7. Prawet 8. Khlong Toei 9. Suan Luang 10. Chom Thong 11. Don Mueang 12. Ratchathewi 13. Lat Phrao 14. Watthana 15. Bang Khae 16. Lak Si 17. Sai Mai 18. Khan Na Yao 19. Saphan Sung 20. Wang Thonglang 21. Khlong Sam Wa 22. Bang Na 23. Thawi Watthana 24. Thung Khru 25. Bang Bon |  |
| --- | --- |  |

## Demografía
| Gráfica de evolución de Bangkok entre 1919 y 2020 |
|                                                   |

| Año  | Población |
| ---- | --------- |
| 1919 | 437 294   |
| 1929 | 713 384   |
| 1937 | 890 453   |
| 1947 | 1 178 881 |
| 1960 | 2 136 435 |
| 1970 | 3 077 361 |
| 1980 | 4 697 071 |
| 1990 | 5 882 411 |
| 2000 | 6 355 144 |
| 2010 | 8 280 925 |

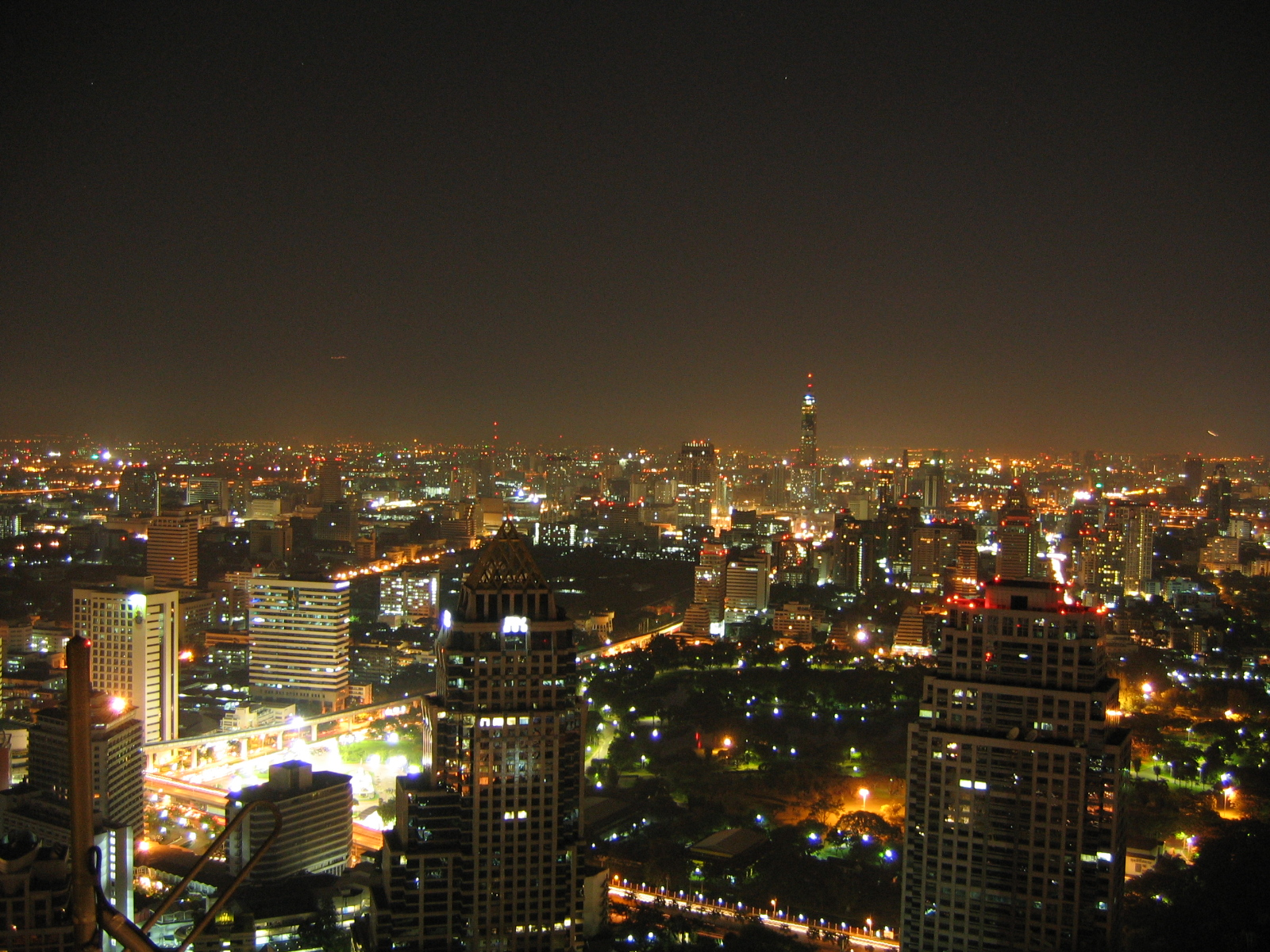
Vista nocturna de Bangkok.

La ciudad de Bangkok tiene una población de 8 305 218 habitantes según el censo de 2010,lo que supone el 12,6 % de la población nacional, mientras que las estimaciones de 2020 sitúan la cifra en 10 539 000 (15,3 % del total nacional). Las estadísticas del registro de población registraron 5 676 648 residentes repartidos en 2 959 524 hogares en 2018.
Aproximadamente la mitad son inmigrantes internos de otras provincias tailandesas. Además, gran parte de la población diurna de Bangkok viaja desde provincias circundantes en la Región Metropolitana de Bangkok, cuya población total alcanzaba los 14 626 225 habitantes en el censo de 2010. No obstante, Bangkok es también una ciudad cosmopolita. El censo demostró que en ella vivían 567 120 expatriados de países asiáticos (incluidos 71 024 chinos y 63 069 japoneses), 88 177 de Europa, 32 241 de América, 5 856 de Oceanía, y 5 758 de África. En 2018, las cifras mostraban que había 370 000 inmigrantes internacionales registrados en el Departamento de Empleo. Entre ellos se contaban 216 528 birmanos, 72 934 camboyanos y 52 498 laosianos.
A pesar de que ha sido el mayor núcleo de población de Tailandia desde su establecimiento como capital en 1782, la ciudad creció sólo ligeramente a lo largo de los siglos XVIII y XIX. El diplomático británico John Crawfurd, durante su visita a la ciudad en 1822, estimó su población en no más de 50 000 habitantes. Como resultado de la medicina occidental traída por los misioneros, así como la creciente inmigración de ambos dentro de Siam y en el extranjero, la población de Bangkok aumentó gradualmente como la ciudad modernizada en el siglo XIX. Este crecimiento se hizo aún más pronunciado en la década de 1930, tras el descubrimiento de los antibióticos. Aunque la planificación familiar y el control de natalidad se introdujo en la década de 1960, la tasa de natalidad baja fue más que compensada por el aumento de la migración de las provincias, que la expansión económica aceleró. Tailandia hacía tiempo que había llegado a ser altamente centralizada en torno a la capital. En 1980 Bangkok tenía cincuenta y un veces mayor población que la de Hat Yai y Songkhla, el segundo centro urbano más grande.

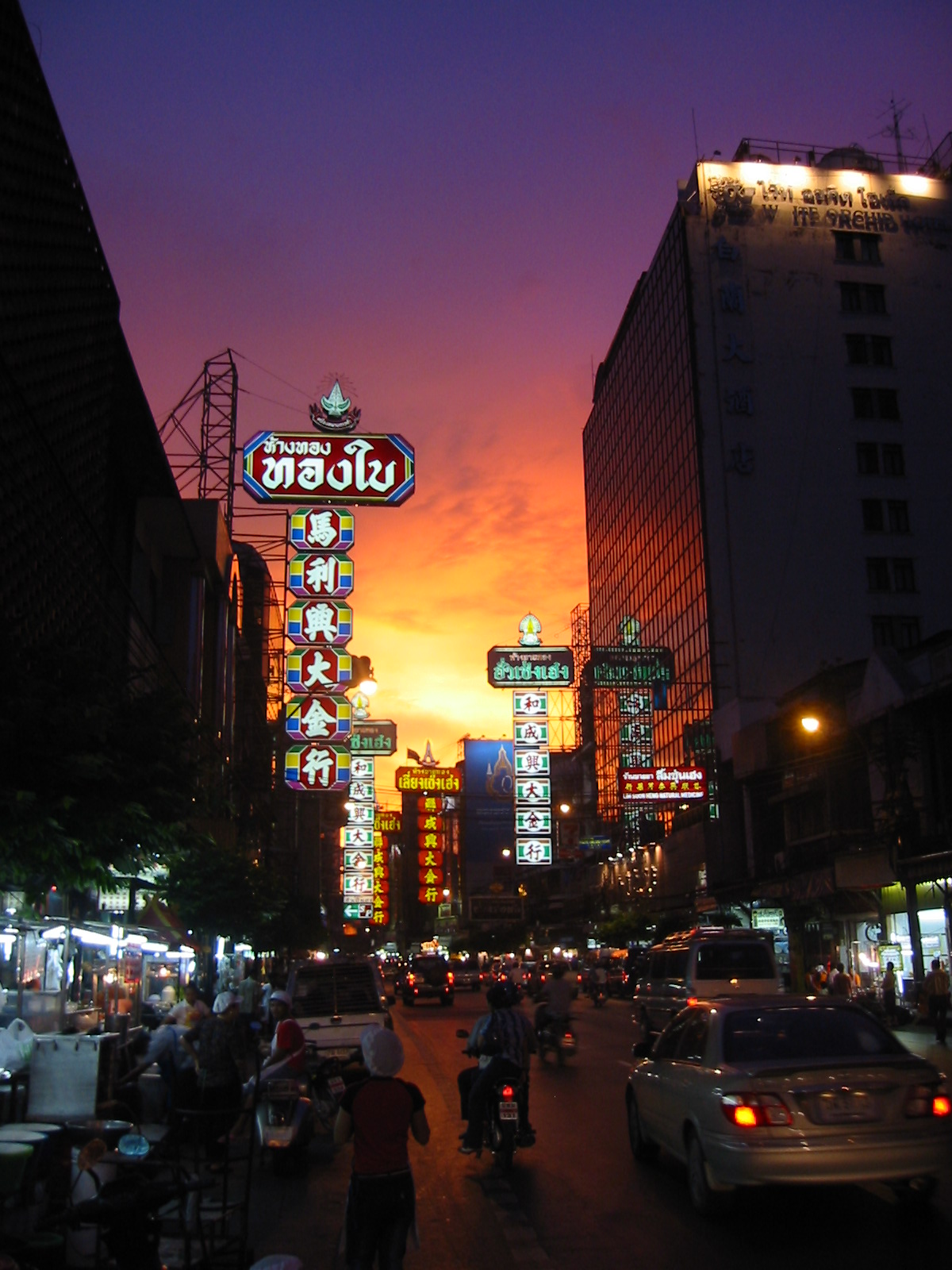
Yaowarat es el barrio chino de Bangkok. Los inmigrantes chinos y sus descendientes constituyen el grupo minoritario más grande de la ciudad.

La mayoría de la población de Bangkok es de origen tailandés, aunque los detalles étnicos de la población de la ciudad no están disponibles en el censo nacional. El pluralismo cultural de la ciudad se remonta a los primeros tiempos de su fundación. Varias minorías étnicas se formaron gracias al establecimiento de inmigrantes y colonos llegados a la ciudad, como los jemeres, y gentes procedentes del norte de Tailandia, Laos, Vietnam y Malasia.Mención aparte merecen los chinos, que desempeñaron un papel importante en el comercio de la ciudad y se convirtieron en el mayor grupo étnico de la ciudad. Algunas estimaciones demográficas calculan que hasta tres cuartas partes de la población en 1828 eran chinos y que todavía en la década de 1950 eran casi la mitad. Sin embargo, la inmigración china quedó restringida desde la década de 1930 y cesó efectivamente después de la revolución china en 1949. A pesar de ello, Bangkok todavía cuenta con una gran comunidad china, que se concentra especialmente en Yaowarat, el barrio chino de Bangkok.
La mayoría de la población de la ciudad (el 91 %) profesa la religión budista. Otras religiones son el islam (4,7 %), el cristianismo (2,0 %), el hinduismo (0,5 %), el sijismo (0,1 %) y el confucianismo (0,1 %). Aparte de Yaowarat, la ciudad también tiene otros barrios étnicos distintos. La comunidad india se centra en Phahurat, donde está ubicado el Gurdwara Siri Guru Singh Sabha, fundado en 1933. En Khrua Ban, en Saep Saen Canal, viven los descendientes del pueblo cham, que se establecieron a finales del siglo XVIII.
Aunque los portugueses que se establecieron durante el período de Thonburi han dejado de existir como una comunidad distinta, su pasado se atestigua a través de la iglesia de la Santa Cruz, situada en la orilla occidental del río. Del mismo modo, la catedral de la Asunción, en Charoen Krung Road, es uno de muchos edificios de estilo europeo que hay en el antiguo Farang Quarter, donde los diplomáticos europeos y comerciantes vivieron desde finales del siglo XIX y hasta principios del siglo XX. Muy cerca está la mezquita Haroon, centro de la comunidad musulmana. Recientes comunidades de expatriados se han establecido a lo largo de Sukhumvit Road, como la comunidad japonesa, que vive cerca de Soi Phrom Phong, y el barrio árabe y de África del Norte, que se extiende a lo largo de Soi Nana.

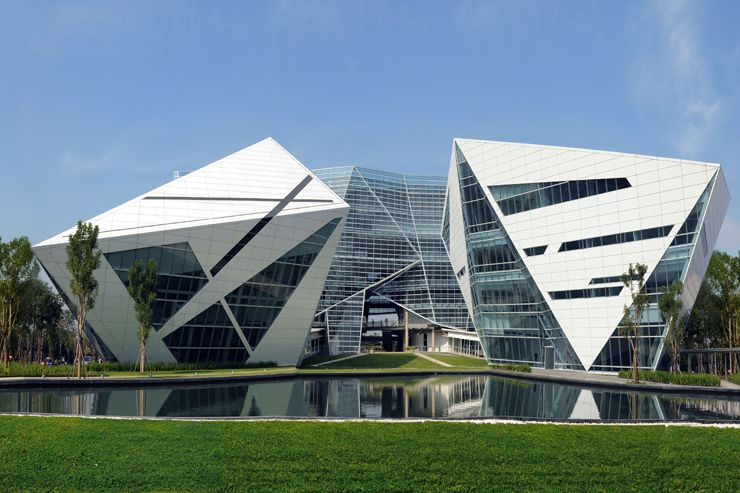
La Universidad de Bangkok

### Educación
Bangkok ha sido durante mucho tiempo el centro de la educación moderna en Tailandia. Las primeras escuelas del país se establecieron aquí a finales del siglo XIX, y en la actualidad hay 1.351. La ciudad alberga las cinco universidades más antiguas del país, Chulalongkorn, Thammasat, Kasetsart, Mahidol y Silpakorn, fundadas entre 1917 y 1943. Desde entonces, la ciudad ha mantenido su hegemonía, sobre todo en la enseñanza superior; la mayoría de las universidades del país, tanto públicas como privadas, se encuentran en Bangkok o en la Región Metropolitana. Chulalongkorn y Mahidol son las únicas universidades tailandesas que aparecen entre las 500 primeras del QS World University Ranking. La King Mongkut's University of Technology Thonburi, también situada en Bangkok, es la única universidad tailandesa entre las 400 primeras del Times Higher Education World University Rankings 2012-13.

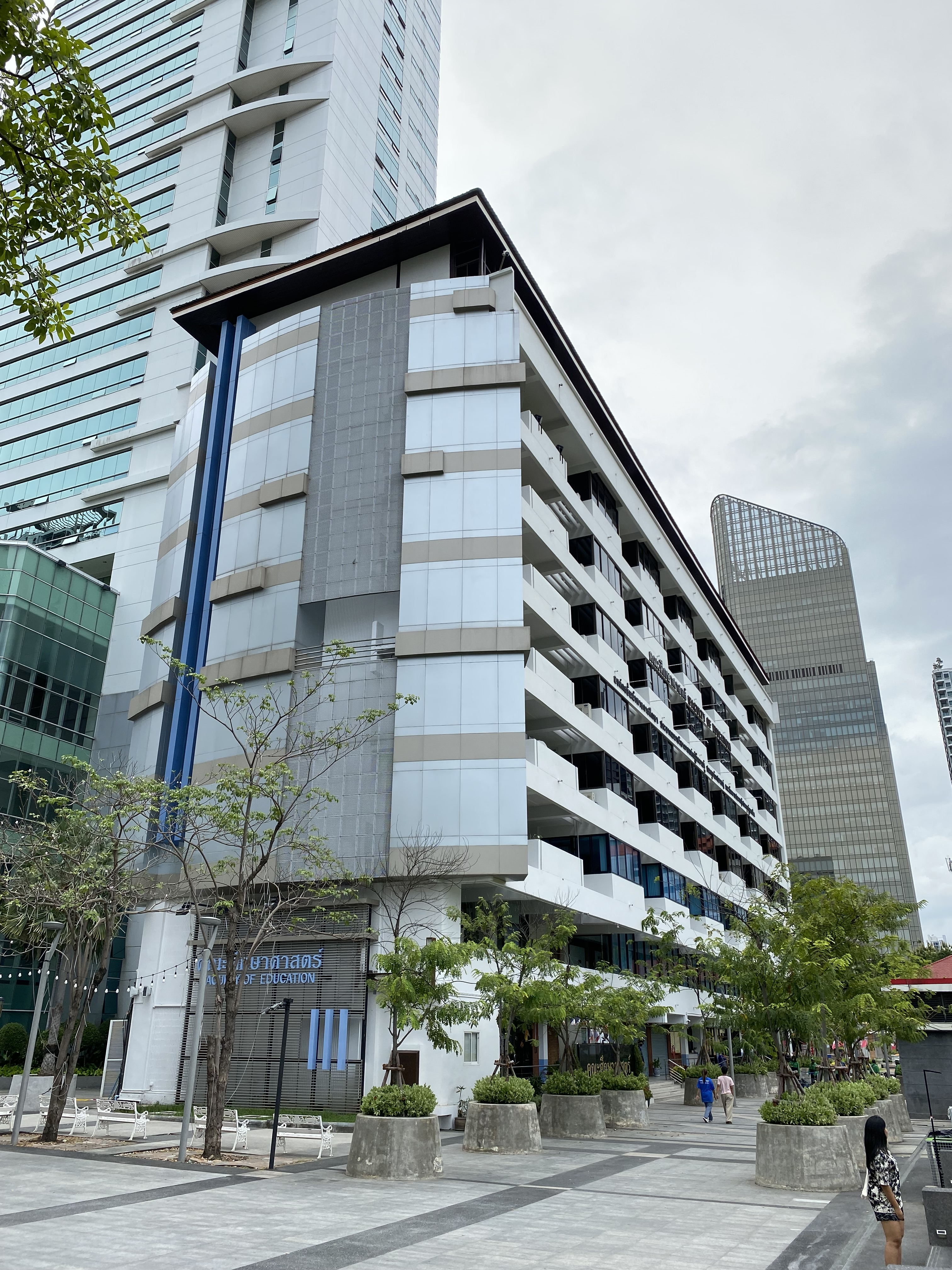
Facultad de Educación de la Universidad de Srinakharinwirot

En las últimas décadas, la tendencia general a obtener un título universitario ha impulsado la fundación de nuevas universidades para satisfacer las necesidades de los estudiantes tailandeses. Bangkok se convirtió no sólo en un lugar al que inmigrantes y tailandeses de provincias acuden en busca de oportunidades laborales, sino también de la posibilidad de obtener un título universitario. La Universidad de Ramkhamhaeng surgió en 1971 como la primera universidad abierta de Tailandia; actualmente es la que cuenta con el mayor número de matrículas del país. La demanda de enseñanza superior ha propiciado la fundación de muchas otras universidades e institutos, tanto públicos como privados. 
Aunque se han creado muchas universidades en las principales provincias, la región del Gran Bangkok sigue albergando la mayor parte de las instituciones, y el panorama de la educación terciaria de la ciudad sigue estando superpoblado de no bangkokianos. La situación tampoco se limita a la enseñanza superior. En la década de 1960, entre el 60% y el 70% de los jóvenes de 10 a 19 años escolarizados habían emigrado a Bangkok para cursar la enseñanza secundaria. Aunque esta discrepancia se ha reducido en gran medida, decenas de miles de estudiantes siguen compitiendo por una plaza en las principales escuelas de Bangkok. La educación ha sido durante mucho tiempo un factor primordial en la centralización de Bangkok y desempeñará un papel vital en los esfuerzos del gobierno por descentralizar el país.

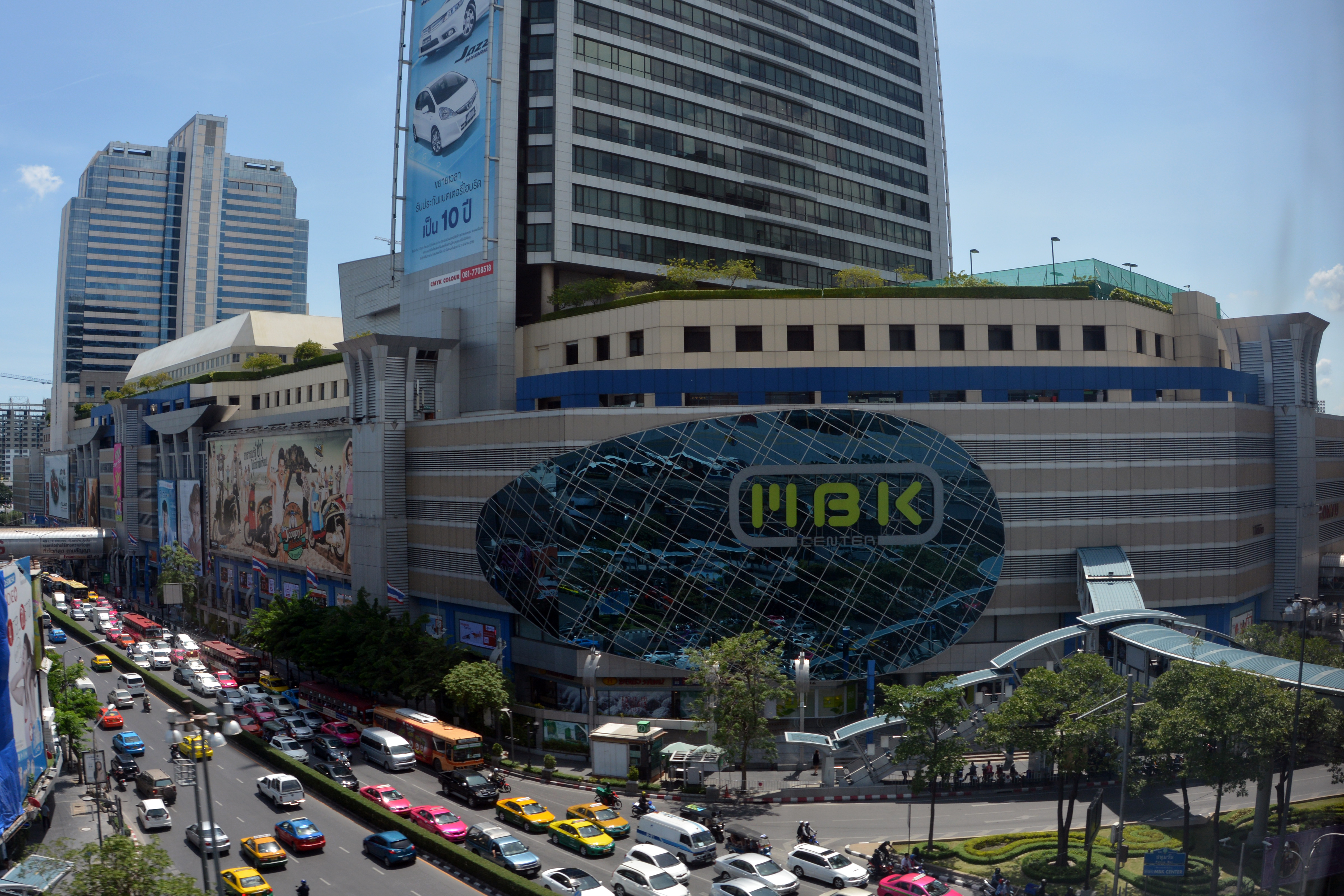
MBK Center el mayor centro comercial de Bangkok

## Economía
Bangkok es el centro económico de Tailandia. El río Chao Phraya permite que Bangkok funcione como puerto. La Bolsa de Comercio de Tailandia está ubicada en Bangkok. El turismo es una de las fuentes principales de ingresos.
La ciudad contiene muchos templos budistas (conocidos en tailandés como Wats), entre los más conocidos están Wat Pho y Wat Arun. La carretera o calle Khaosan, cerca del complejo de 200.000 metros cuadrados del emblemático Gran Palacio, es un destino popular para jóvenes mochileros. Las instalaciones educativas y culturales de Bangkok incluyen varias universidades (como la Universidad de Bangkok, el Asian institute of technology, el Bangkok Thonburi College, el SAE Institute Bangkok, etc., una academia de bellas artes, un teatro nacional y un museo nacional.
El alimento procesado, la madera, y los tejidos encabezan las exportaciones. Las plantas industriales incluyen molinos de arroz, fábricas de cemento, aserraderos, refinerías de petróleo, y astilleros. La ciudad es un centro de joyería famoso, comprando y vendiendo plata y piezas de bronce.

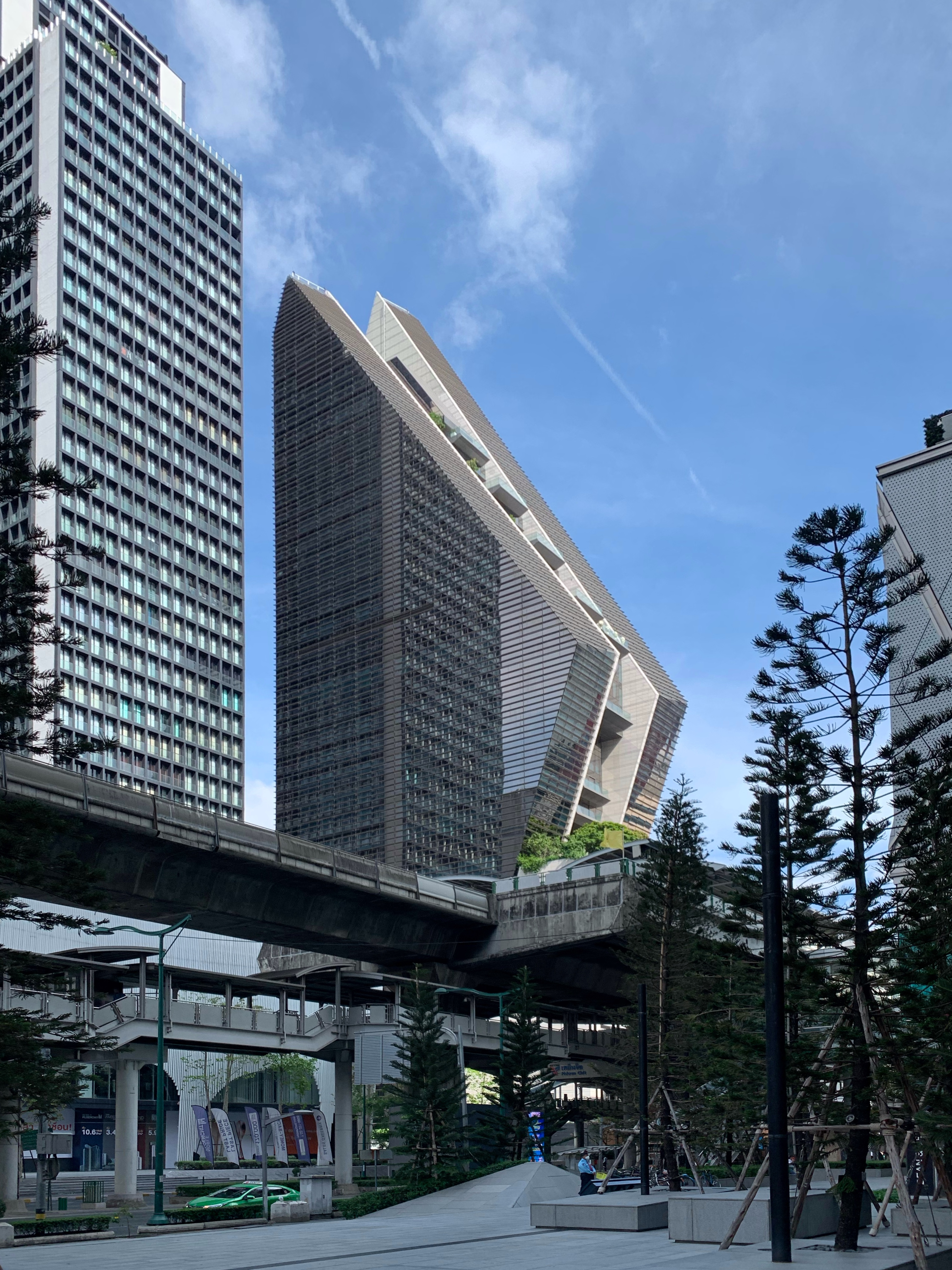
El Hotel Rosewood Bangkok

### Turismo
Bangkok es uno de los principales destinos turísticos del mundo. De 162 ciudades de todo el mundo, MasterCard clasificó a Bangkok como la primera ciudad de destino por llegadas de visitantes internacionales en su Índice Global de Ciudades de Destino de 2018, por delante de Londres, con algo más de 20 millones de visitantes que pernoctaron en 2017. Se repitió así su clasificación de 2017 (correspondiente a 2016). Euromonitor International clasificó a Bangkok en cuarto lugar en su Top City Destinations Ranking de 2016. Bangkok también fue nombrada «Mejor ciudad del mundo» por la encuesta realizada por la revista Travel + Leisure a sus lectores durante cuatro años consecutivos, de 2010 a 2013. Como principal puerta de entrada a Tailandia, Bangkok recibe la visita de la mayoría de los turistas internacionales que llegan al país. El turismo nacional también es destacado. 
El Departamento de Turismo registró 26.861.095 visitantes tailandeses y 11.361.808 extranjeros en Bangkok en 2010. Se alojaron 15.031.244 huéspedes, que ocuparon el 49,9% de las 86.687 habitaciones de hotel de la ciudad. Bangkok también encabezó la lista de los destinos turísticos más populares del mundo en la clasificación de 2017. En 2024, Euromonitor International sitúa a Bangkok como la principal ciudad turística del mundo, al recibir la cifra récord de 32,4 millones de visitantes.

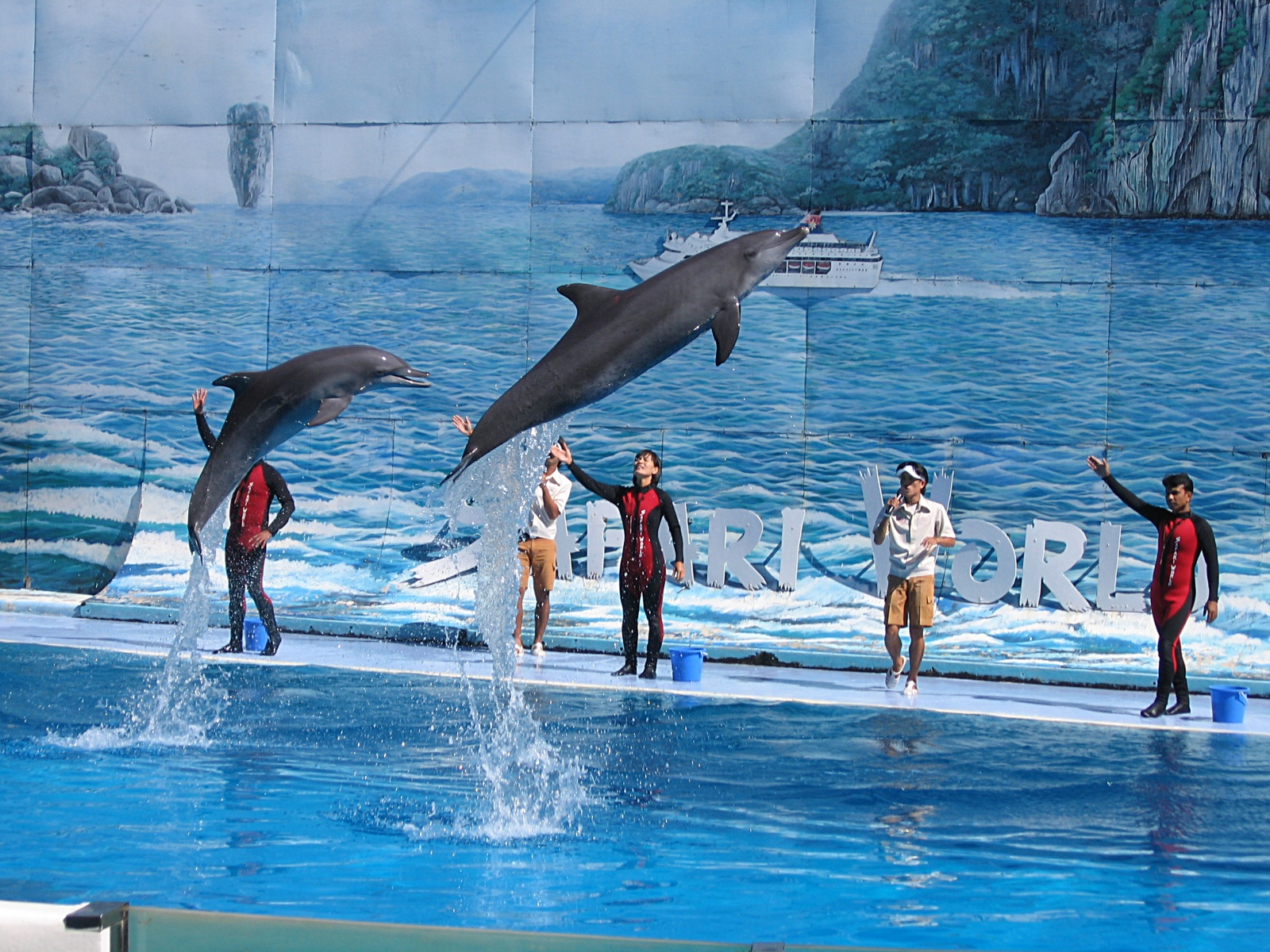
El parque Safari World de Bangkok

Entre los monumentos más conocidos de Bangkok se encuentran el Gran Palacio y los principales templos budistas, como Wat Phra Kaew, Wat Pho y Wat Arun. El Columpio Gigante y el Santuario de Erawan demuestran la arraigada influencia del hinduismo en la cultura tailandesa. La Mansión Vimanmek del Palacio Dusit es famosa por ser el edificio de teca más grande del mundo, mientras que la Casa Jim Thompson es un ejemplo de la arquitectura tradicional tailandesa. Otros museos importantes son el Museo Nacional de Bangkok y el Museo Nacional de la Barcaza Real. Los cruceros y paseos en barcos por el Chao Phraya (también funcionan las lanchas colectivas Chao Phraya Express Boat) y los canales de Thonburi ofrecen vistas de parte de la arquitectura tradicional de la ciudad y de las formas de vida a orillas del agua.
Los lugares de compras, muchos de ellos populares entre turistas y lugareños, van desde los centros comerciales y grandes almacenes concentrados en Siam y Ratchaprasong hasta el extenso mercado de fin de semana de Chatuchak. El mercado flotante de Taling Chan es uno de los pocos de este tipo que hay en Bangkok. Yaowarat es conocido por sus tiendas, así como por los puestos callejeros de comida y restaurantes, que también se encuentran por toda la ciudad. Khao San Road es famosa desde hace tiempo como destino de turismo mochilero, con sus alojamientos económicos, tiendas y bares que atraen a visitantes de todo el mundo.

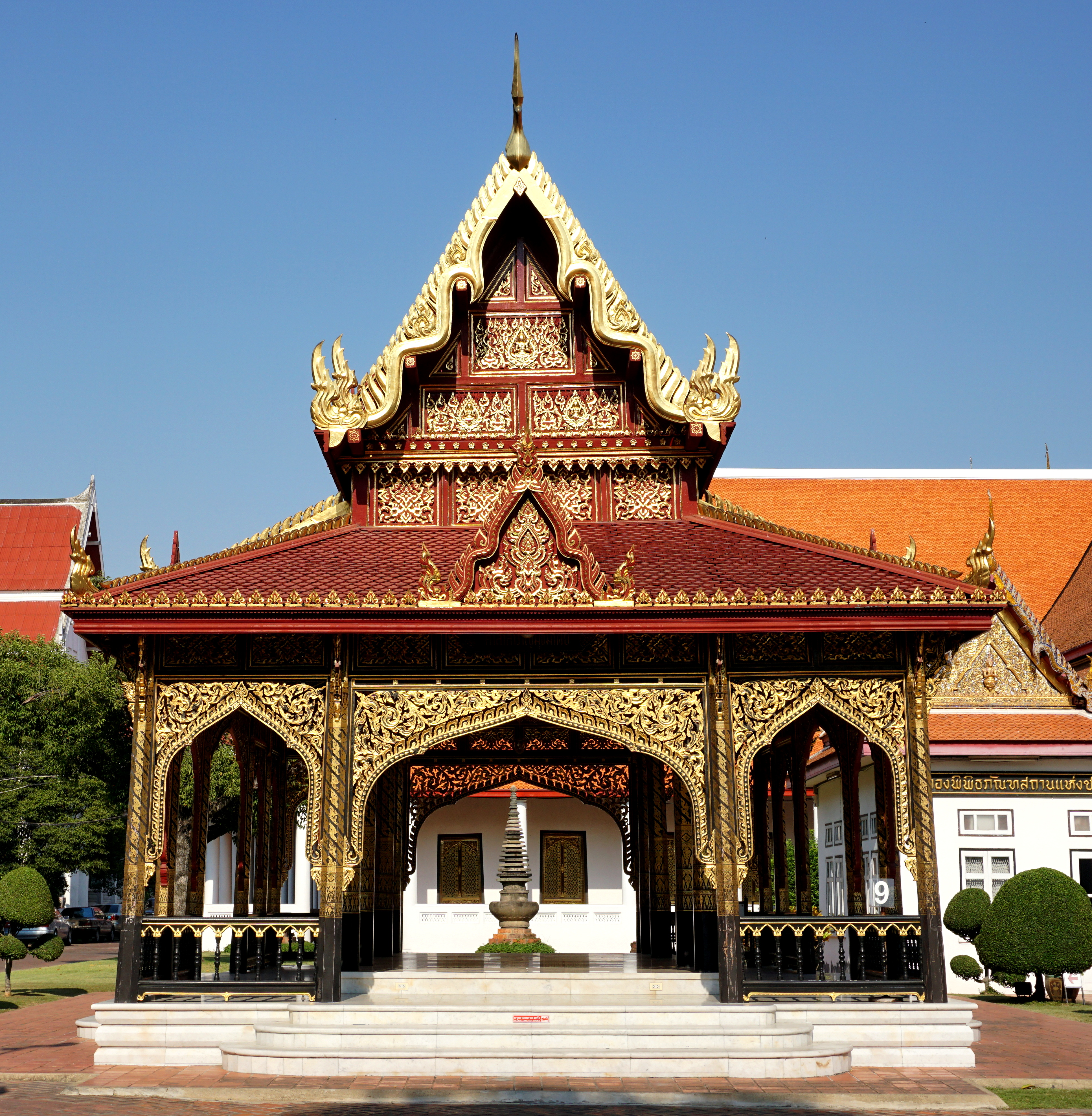
Uno de los Edificios del Museo Nacional en Bangkok

Bangkok tiene fama en el extranjero de ser uno de los principales destinos de la industria del sexo. Aunque la prostitución es técnicamente ilegal y rara vez se habla abiertamente de ella en Tailandia, es habitual que se ejerza en salones de masaje, saunas y hoteles por horas, atendiendo tanto a turistas extranjeros como a lugareños. Bangkok ha adquirido el sobrenombre de «Ciudad del Pecado de Asia» por su nivel de turismo sexual.
Entre los problemas que suelen encontrar los turistas extranjeros figuran las estafas, el cobro excesivo y la doble tarificación. En una encuesta realizada a 616 turistas que visitaron Tailandia, el 7,79% declaró haber sufrido una estafa, siendo la más común el timo de las piedras preciosas, en el que se engaña a los turistas para que compren joyas demasiado caras.

## Transporte

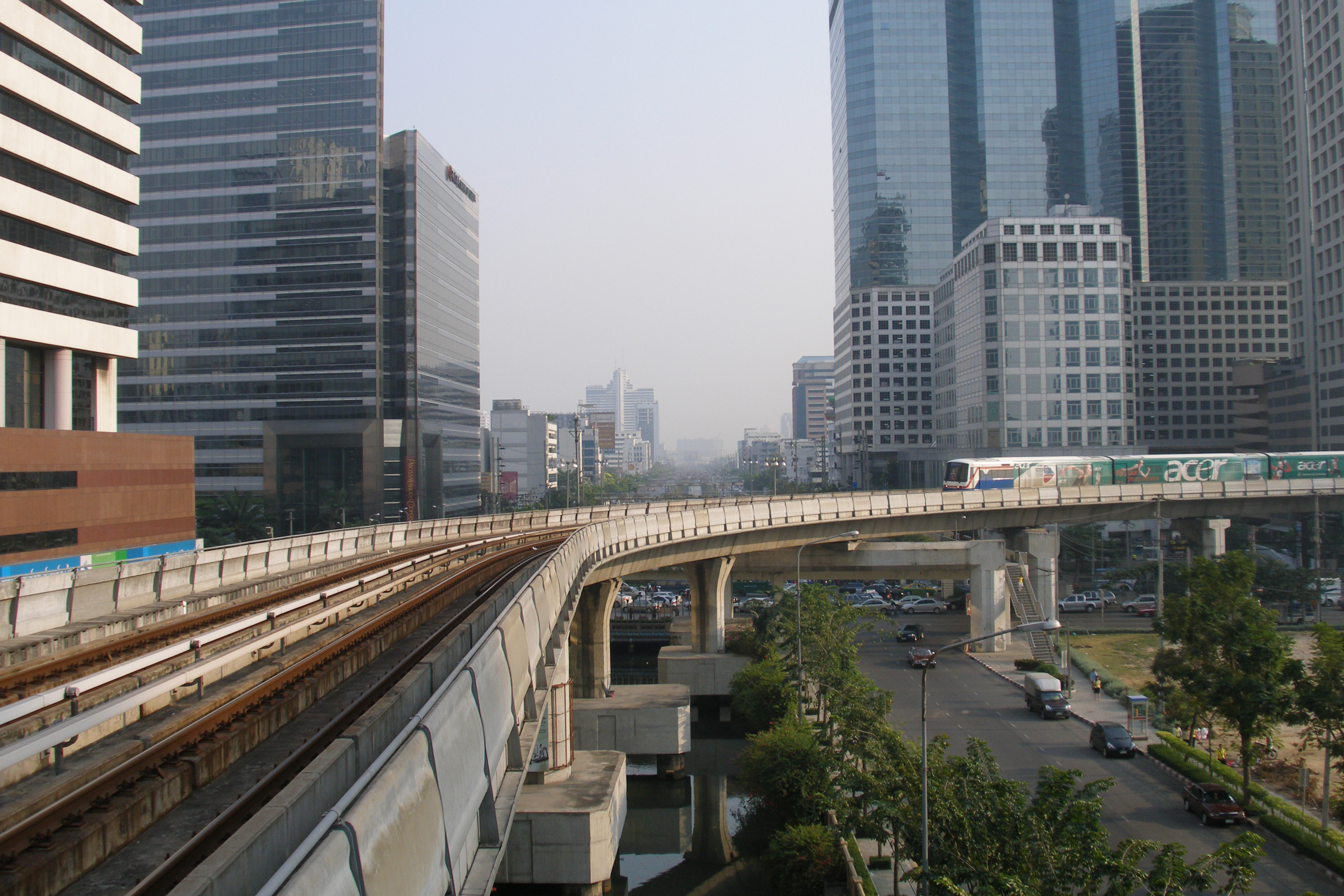
Metro Aéreo de Bangkok.

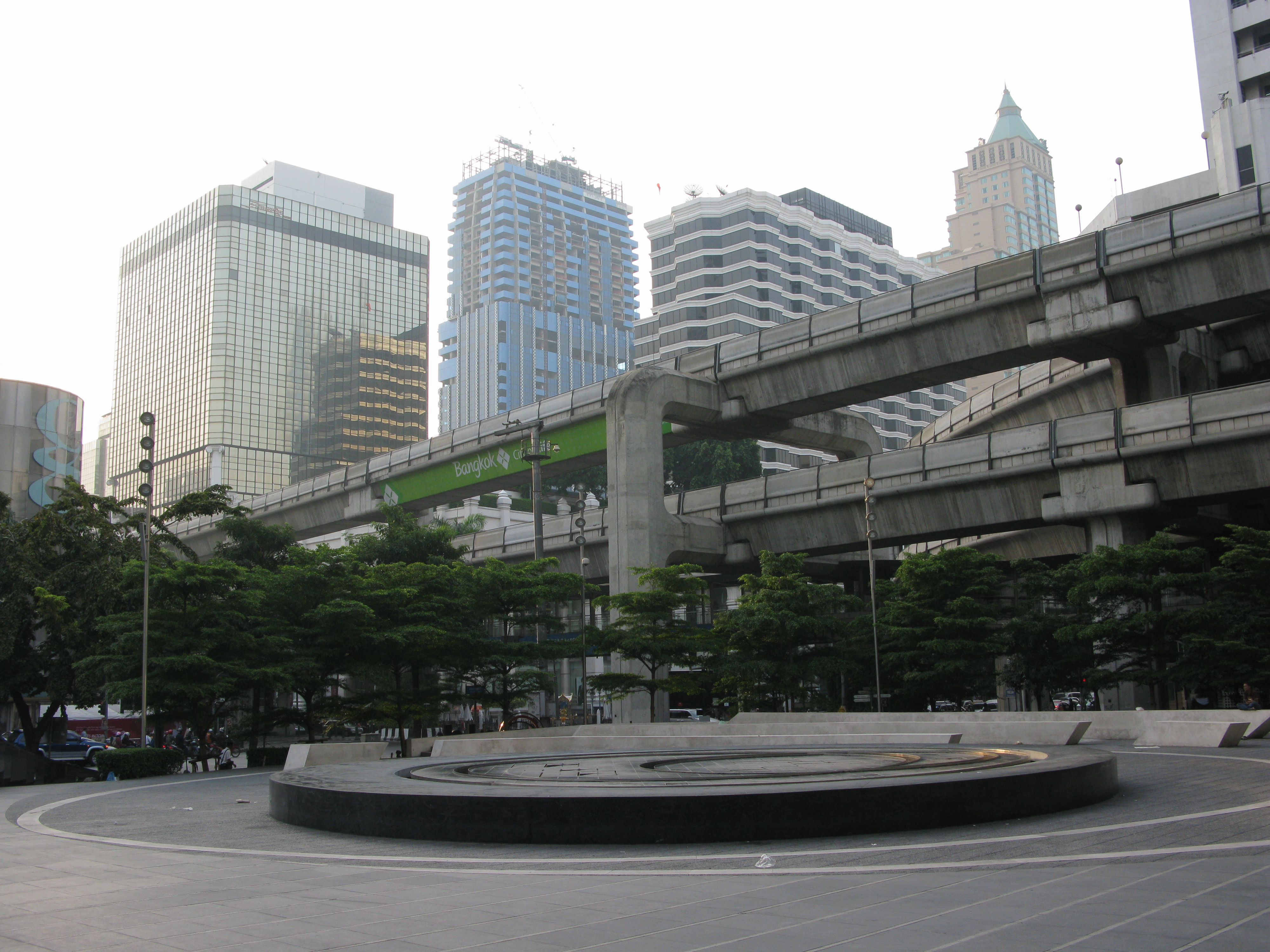
Ejemplo de carretera elevada en Ratchadamri, Bangkok.

Una compleja red de canales (khlong) dio a la ciudad el apodo la Venecia del Este, cuando todo el transporte se hacía por barco. Hoy están cegados y convertidos en calles. Sin embargo, muchos existen realmente todavía, con gente que vive a lo largo de ellos, y mercados ubicados allí también.
Se han construido varias carreteras elevadas, y hay una autopista de rodeo del Gran Bangkok parcialmente terminada, para terminar con los embotellamientos.
En 1999 se terminó el metro aéreo de Bangkok, una línea férrea elevada doble oficialmente llamado BTS. En julio de 2004 se abrió al público la primera línea del metro subterráneo de Bangkok. Los restos de un fracasado proyecto de ferrocarril elevado (el proyecto Hopewell) aún se pueden ver desde la estación principal del ferrocarril hasta el aeropuerto de Don Mueang. Debido a la crisis financiera asiática la construcción se detuvo y los pilares de hormigón fueron abandonados.

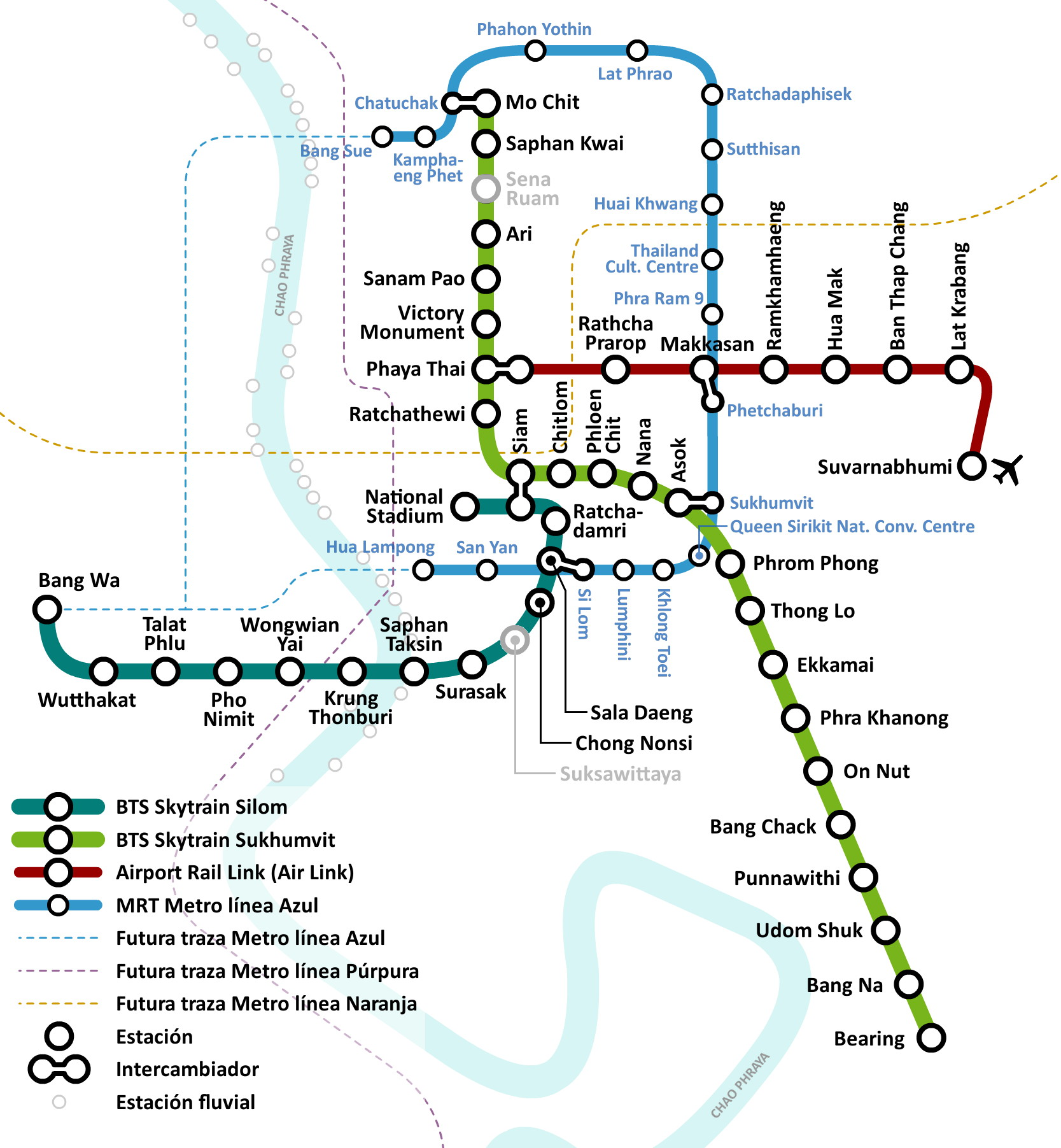
Skytrain, Air Link, Metro y futuras extensiones.

En julio de 2004, fue inaugurado un nuevo sistema de metro, el MRT, que une la estación de ferrocarril del norte Bang Sue con la estación de ferrocarril Hua Lamphong, cerca del centro, pasando por la parte este de la ciudad. Conecta con las estaciones BTS Mo Chit, Asok y Sala Daeng.
Para viajes por el tren, la mayor parte de los pasajeros comienzan sus viajes en Hua Lamphong. Allí, los trenes unen Bangkok con el sur de Tailandia Chiang Mai y más al norte, y Khon Kaen y más al nordeste.

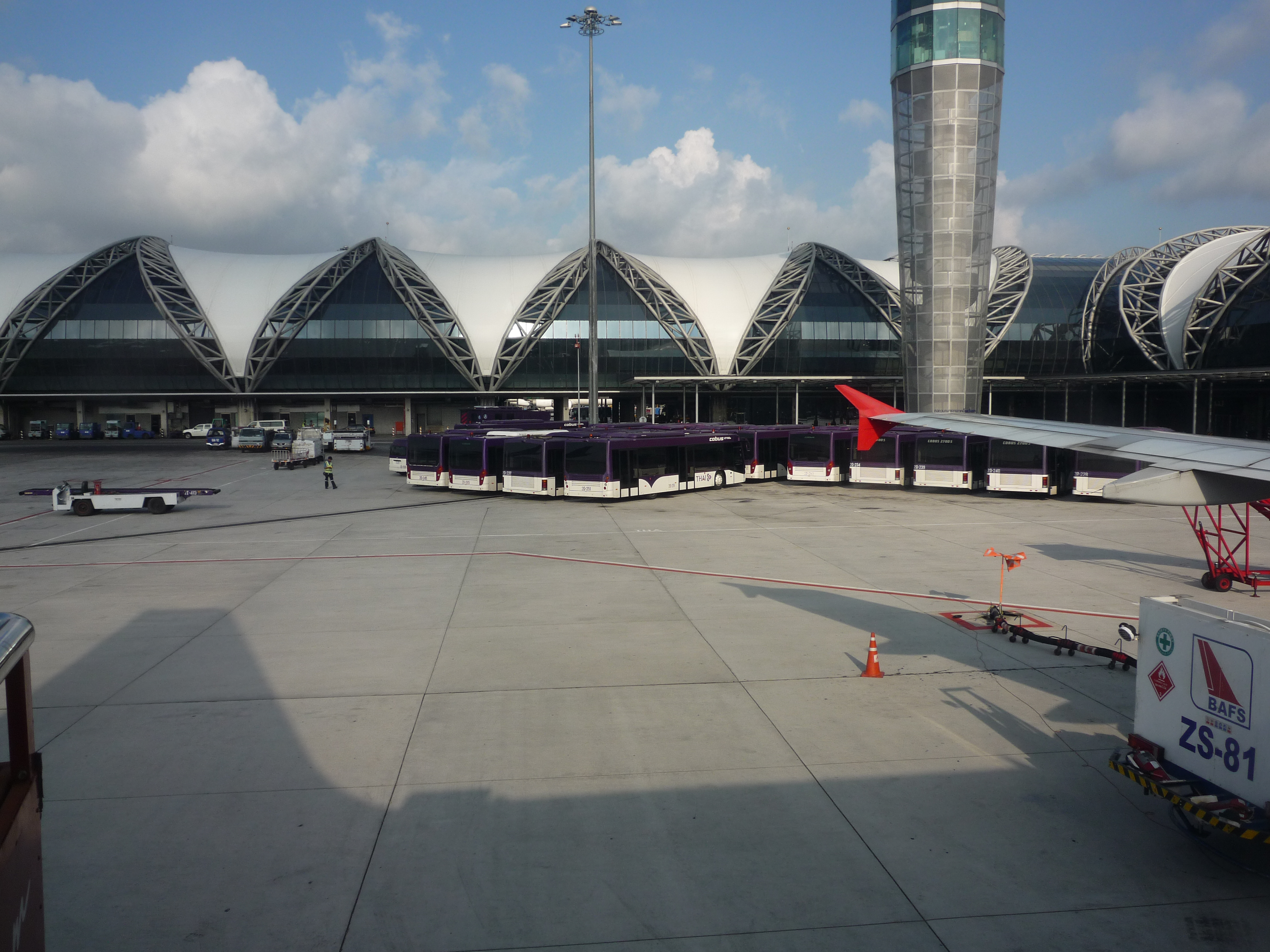
Torre del aeropuerto Internacional Suvarnabhumi.

En autobús se puede ir prácticamente a todas las ciudades y provincias desde Bangkok. Para destinos del sudoeste y del oeste, los autobuses salen de la Terminal Sur de Autobuses, al oeste de la ciudad. Para destinos del sudeste, como Pattaya y Ko Samet, los autobuses salen de la Terminal Este de Autobuses, en Ekkamai. Y para todos los destinos del norte y nordeste, la Terminal Norte de Autobuses en Mo Chit, a la que se llega tanto por Skytrain como por metro.
El aeropuerto Internacional Suvarnabhumi, el más transitado del Sudeste Asiático, está localizado al sureste de la ciudad, ahora ya rodeado por áreas urbanas. La construcción del nuevo aeropuerto Suvarnabhumi (se pronuncia Suwannapum), en el distrito Bang Phli, de la provincia Samut Prakan, al sudeste de la ciudad comenzó en 2002. Desde su inauguración en septiembre de 2006 se convirtió en el aeropuerto internacional oficial de Bangkok. Este nuevo aeropuerto cuenta con una línea de tren con varias paradas hasta el centro de Bangkok desde 2010 y otra línea de tren exprés directa al centro de Bangkok desde 2011.

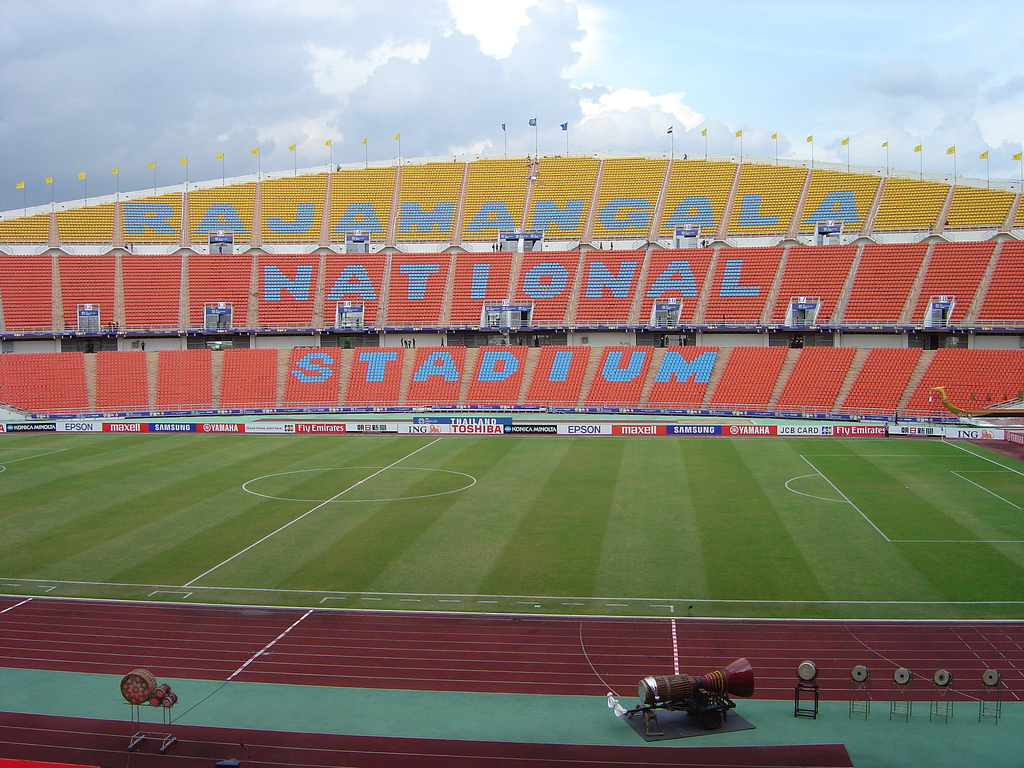
El Estadio Nacional Rajamangala tiene capacidad para 65000 espectadores y es el más grande de la ciudad y el País.

## Deporte
Bangkok fue la ciudad sede de los Juegos Asiáticos de 1966, 1970, 1978, y 1998. Así como a nivel nacional, el fútbol y el muay thai dominan el panorama deportivo de Bangkok. Muangthong United, Bangkok United, BG Pathum United, Port y Police Tero son los principales clubes de la liga tailandesa con sede en la región metropolitana de Bangkok, mientras que los estadios Rajadamnern y Lumpini son los principales escenarios de kickboxing.
Aunque el sepak takraw puede verse jugado en espacios abiertos por toda la ciudad, el fútbol y otros deportes modernos son ahora la norma. Los deportes occidentales, introducidos durante el reinado del rey Chulalongkorn, al principio sólo estaban al alcance de los privilegiados, y ese estatus sigue asociado a ciertos deportes. El golf es popular entre la clase acomodada, y hay varios campos en Bangkok. Las carreras de caballos, muy populares a mediados del siglo XX, siguen celebrándose en el Real Club Deportivo de Bangkok.
Hay muchas instalaciones deportivas públicas repartidas por Bangkok. Los dos centros principales son el complejo del Estadio Nacional, que data de 1938, y el más reciente complejo deportivo Hua Mak, construido para los Juegos Asiáticos de 1998. Bangkok también fue sede de los Juegos en 1966, 1970 y 1978; la mayor cantidad de cualquier ciudad. La ciudad fue la sede de la edición inaugural de los Juegos del Sudeste Asiático en 1959, de la Universiada de Verano de 2007 y de la Copa Mundial de Futsal de la FIFA 2012.

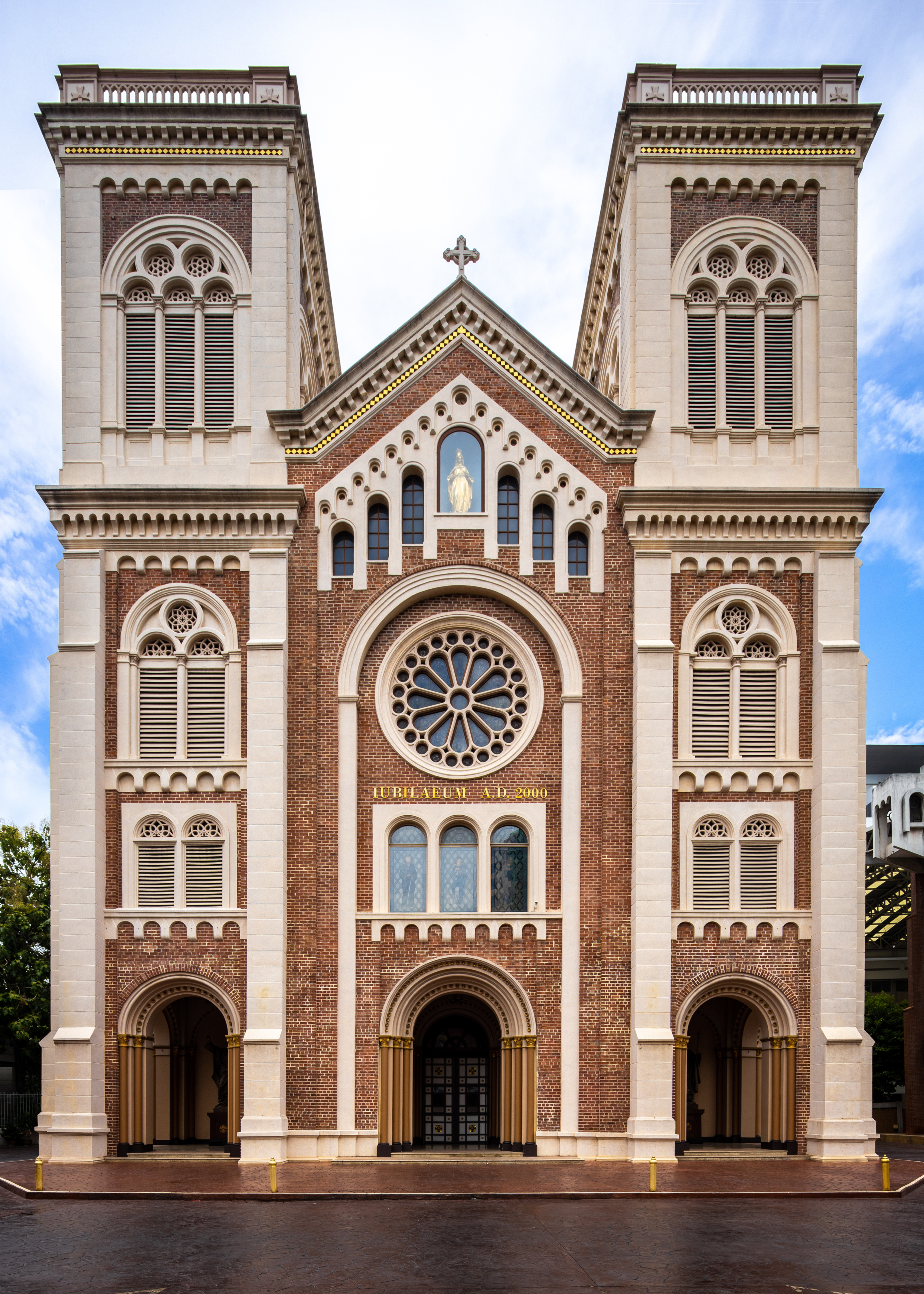
La Catedral de la Asunción en Bangkok es un ejemplo de la influencia europea en la ciudad

## Cultura
Bangkok es la ciudad en la que transcurren, entre otras, las películas The Hangover Part II, Ong-Bak y Bangkok Dangerous. La cultura de Bangkok refleja su posición como centro de riqueza y modernización de Tailandia. La ciudad ha sido durante mucho tiempo puerta de entrada de conceptos y bienes materiales occidentales, que sus residentes han adoptado y mezclado con valores tailandeses en diversos grados. Esto es más evidente en los estilos de vida de la creciente clase media. El consumo ostentoso sirve como muestra de estatus económico y social, y los centros comerciales son lugares populares de reunión los fines de semana.
La vendedora ambulante de comida «Puy the Roti Lady» - «Benjawan Kaewsaen» y su hermana Palm en la zona de Silom - Saladang de Bangkok.
Un rasgo distintivo de Bangkok es la omnipresencia de vendedores ambulantes de todo tipo de artículos, desde alimentos hasta ropa y accesorios. Se calcula que en la ciudad hay más de 100.000 vendedores ambulantes. Aunque la BMA ha autorizado la práctica en 287 emplazamientos, la mayor parte de la actividad en otros 407 tiene lugar ilegalmente. Aunque ocupan espacio en las aceras y bloquean el tráfico peatonal, muchos de los residentes de la ciudad dependen de estos vendedores para comer, y los esfuerzos de la BMA para frenar su número han sido en gran medida infructuosos.
En 2015, sin embargo, la BMA, con el apoyo del Consejo Nacional para la Paz y el Orden (la junta militar que gobernaba Tailandia), empezó a tomar medidas enérgicas contra los vendedores ambulantes en un intento de recuperar el espacio público. Muchos barrios con mercados famosos se vieron afectados, como Khlong Thom, Saphan Lek y el mercado de flores de Pak Khlong Talat. Casi 15.000 vendedores fueron desalojados de 39 zonas públicas en 2016. Aunque algunos aplaudieron los esfuerzos por centrarse en los derechos de los peatones, otros han expresado su preocupación porque el aburguesamiento lleve a la pérdida del carácter de la ciudad y a cambios adversos en el modo de vida de la gente.

| Predecesor: Esmirna | Universiadas 2007 | Sucesor: Belgrado |

### Gastronomía
Bangkok tiene restaurantes para prácticamente todos los gustos. Los principales sabores de Europa, Oriente Medio y Extremo Oriente están representados en muchos restaurantes gourmet. La mayor densidad de restaurantes se encuentra probablemente en las zonas más turísticas, sobre todo Thanon Sukhumvit, con sus numerosas calles laterales. Las guías de viaje afirman que en estas zonas nunca se está a más de 50 metros del restaurante más cercano.
No obstante, hay algunas especialidades en Bangkok que merece la pena mencionar: 
- Puestos callejeros y de mercado: en los numerosos puestos de comida y puestos callejeros, que se pueden encontrar prácticamente «en cada esquina» de Bangkok, se puede comer hasta saciarse a un precio increíblemente barato para los estándares europeos, pero también hay que hacer concesiones en cuanto a instalaciones e higiene. La comida de estas cocinas al aire libre se ha convertido en parte integral de la vida diaria de muchos tailandeses en las grandes ciudades. Las amas de casa cocinan cada vez menos y se las conoce en broma como «amas de casa de bolsa de plástico», ya que llevan la comida a casa en bolsas de plástico. Hace sólo 100 años, cuando Bangkok era aún la «Venecia del Este», los bocadillos, las sopas de fideos o las comidas completas se vendían sobre todo desde pequeñas barcas. Hoy, estos puestos pueden consistir en dos cestas de ratán llevadas al hombro, carritos de mano, sidecares de moto o incluso simples mesas instaladas al borde de la carretera.

- Patios de comidas, centros de alimentación: Un número más o menos grande de cocinas en un entorno higiénico, normalmente en el sótano o en la última planta de grandes centros comerciales y supermercados. Cada tienda produce su propia especialidad. El pago no se realiza en efectivo, sino con «cupones» de distintas denominaciones, que pueden adquirirse por adelantado en la entrada; los cupones no utilizados pueden devolverse. Cada vez se utilizan más tarjetas de plástico recargables en lugar de cupones.

- A orillas del río: muchos restaurantes de larga tradición en Bangkok están situados a orillas del Chao Phraya. Algunas terrazas están situadas directamente en la orilla, otras están construidas sobre pilotes en el río. La comida es tradicional tailandesa.

- Cenas de hotel: los principales hoteles de la ciudad intentan superarse unos a otros con ofertas especiales o bufés «todo lo que pueda comer». Hay páginas y páginas en los periódicos sobre eventos especiales o precios especiales en los restaurantes de los hoteles.

- Té inglés por la tarde: Algunos hoteles, sobre todo el Oriental Hotel en la renovada Ala de Autor, también ofrecen té inglés por la tarde. No se trata tanto de un evento para saciarse, sino más bien de una oportunidad social para puentear la calurosa tarde hasta la siguiente cena, tal y como hacía la aristocracia occidental hace 100 años.

- Cenas en crucero: varios hoteles y restaurantes ofrecen viajes de ida y vuelta con servicio de restaurante. La oferta va desde el gran «Riverside 2», un moderno barco fluvial de casi 100 metros de eslora con restaurante para más de 1000 personas, hasta el «Mahora», una antigua barcaza arrocera de madera convertida en restaurante flotante para grupos más pequeños. El viaje dura entre dos y tres horas, bajando por el río y volviendo al punto de partida. Se ofrece música en directo para entretener a los asistentes, desde música disco a todo volumen en los grandes barcos hasta pequeños conjuntos que interpretan música tradicional.

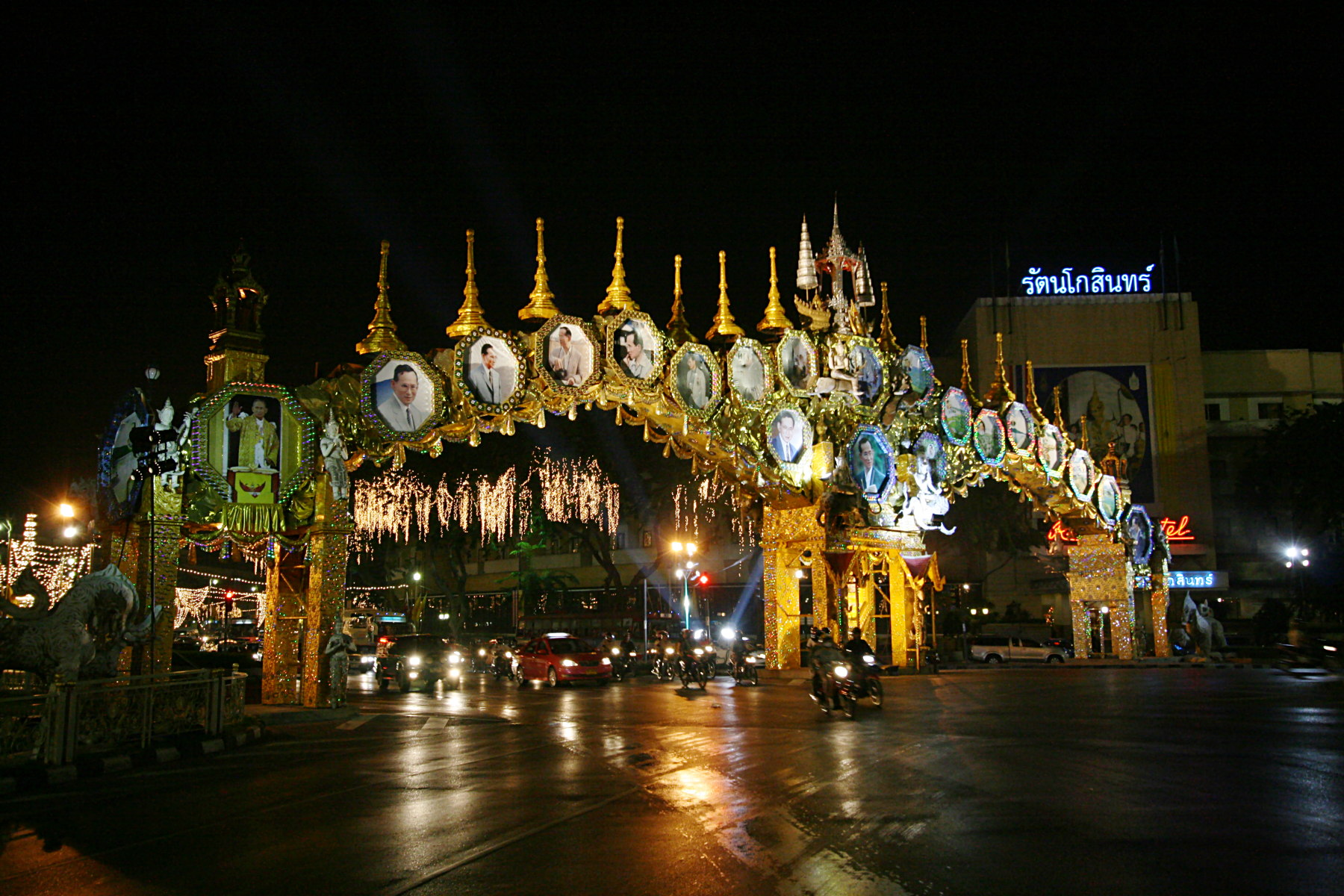
La avenida Ratchadamnoen se decora todos los años con luces y adornos para celebrar el cumpleaños del rey Bhumibol.

### Festivales y eventos
Los habitantes de Bangkok celebran muchos de los festivales anuales de Tailandia. Durante el Songkran, del 13 al 15 de abril, se celebran rituales tradicionales y peleas de agua por toda la ciudad. Loi Krathong, normalmente en noviembre, va acompañado de la Feria del Monte Dorado. Las celebraciones de Año Nuevo tienen lugar en muchos lugares, siendo el más destacado la plaza frente al CentralWorld. Las celebraciones relacionadas con la familia real tienen lugar principalmente en Bangkok. El 23 de octubre, Día de la Memoria del Rey Chulalongkorn, se depositan coronas de flores en la estatua ecuestre del Rey Chulalongkorn, en la Plaza Real. Los cumpleaños del Rey y la Reina, el 5 de diciembre y el 12 de agosto respectivamente, se celebran como el Día Nacional del Padre y el Día Nacional de la Madre. Estas fiestas nacionales se celebran con audiencias reales la víspera del día, en las que el rey o la reina pronuncian un discurso, y reuniones públicas el día de la celebración. El cumpleaños del Rey también se celebra con el desfile de la Guardia Real.
Sanam Luang es la sede del Festival Tailandés de Cometas, Deporte y Música, que suele celebrarse en marzo, y de la Ceremonia Real del Arado, que tiene lugar en mayo. La Feria de la Cruz Roja, a principios de abril, se celebra en Suan Amporn y la Plaza Real, y cuenta con numerosos puestos que ofrecen artículos, juegos y exposiciones. El Año Nuevo chino (enero-febrero) y el Festival Vegetariano (septiembre-octubre) son muy celebrados por la comunidad china, sobre todo en Yaowarat.
Bangkok fue designada Capital Mundial del Libro en 2013 por la UNESCO.
El primer Festival Internacional del Orgullo Gay de Tailandia tuvo lugar el 31 de octubre de 1999. En Bangkok también se han celebrado desfiles del Orgullo, el primero oficial en 2022 con el nombre de «Bangkok Naruemit Pride Parade». Se anunció que los Desfiles del Orgullo formarían parte de los «12 festivales mensuales» de Bangkok en 2022.

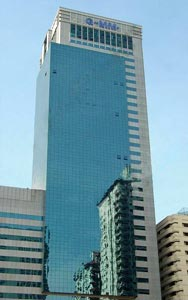
Sede de la GMM Grammy en Bangkok, el mayor conglomerado de medios de Tailandia

| Predecesor: Ereván | Capital Mundial del Libro 2013 | Sucesor: Port Harcourt |

### Medios de Comunicación
Bangkok es el centro de la industria de los medios de comunicación de Tailandia. Todos los periódicos nacionales, medios de radiodifusión y grandes editoriales tienen su sede en la capital. Sus 21 periódicos nacionales tenían una tirada diaria combinada de unos dos millones de ejemplares en 2002. Entre ellos se encuentran los de gran tirada Thai Rath, Khao Sod y Daily News, el primero de los cuales imprime actualmente un millón de ejemplares al día, así como los menos sensacionalistas Matichon y Krungthep Thurakij. The Bangkok Post y The Nation son los dos diarios nacionales en inglés. También operan en Bangkok publicaciones extranjeras como The Asian Wall Street Journal, Financial Times, The Straits Times y el Yomiuri Shimbun. La gran mayoría de las más de 200 revistas tailandesas se publican en la capital, e incluyen revistas de noticias, así como de estilo de vida, entretenimiento, cotilleos y moda.
Bangkok es también el centro neurálgico de la televisión tailandesa. Los seis canales nacionales terrestres, canales 3, 5 y 7, Modernine, NBT y Thai PBS, tienen sus sedes y estudios principales en la capital. GMM Grammy, el mayor conglomerado de medios de comunicación de Tailandia, también tiene su sede en Bangkok. Con excepción de los segmentos de noticias locales emitidos por la NBT, toda la programación se realiza en Bangkok y se repite por las provincias. Sin embargo, este modelo centralizado se está debilitando con el auge de la televisión por cable, que cuenta con numerosos proveedores locales. Hay numerosos canales por cable y satélite con sede en Bangkok. TrueVisions es el principal proveedor de televisión por suscripción en Bangkok y Tailandia, y también emite programación internacional. En 2002, Bangkok albergaba 40 de las 311 emisoras de radio FM de Tailandia y 38 de las 212 emisoras de AM. La reforma de los medios de radiodifusión estipulada por la Constitución de 1997 ha avanzado lentamente, aunque han surgido muchas emisoras de radio comunitarias en la ciudad.
Asimismo, Bangkok ha dominado la industria cinematográfica tailandesa desde sus inicios. Aunque los escenarios de las películas suelen estar repartidos por todo el país, la ciudad alberga los principales estudios cinematográficos de Tailandia, como GDH 559 (filial de producción de películas de GMM Grammy), Sahamongkol Film International y Five Star Production. Bangkok cuenta con decenas de cines y multicines, y la ciudad acoge anualmente dos importantes festivales de cine, el Festival Internacional de Cine de Bangkok y el Festival Mundial de Cine de Bangkok.

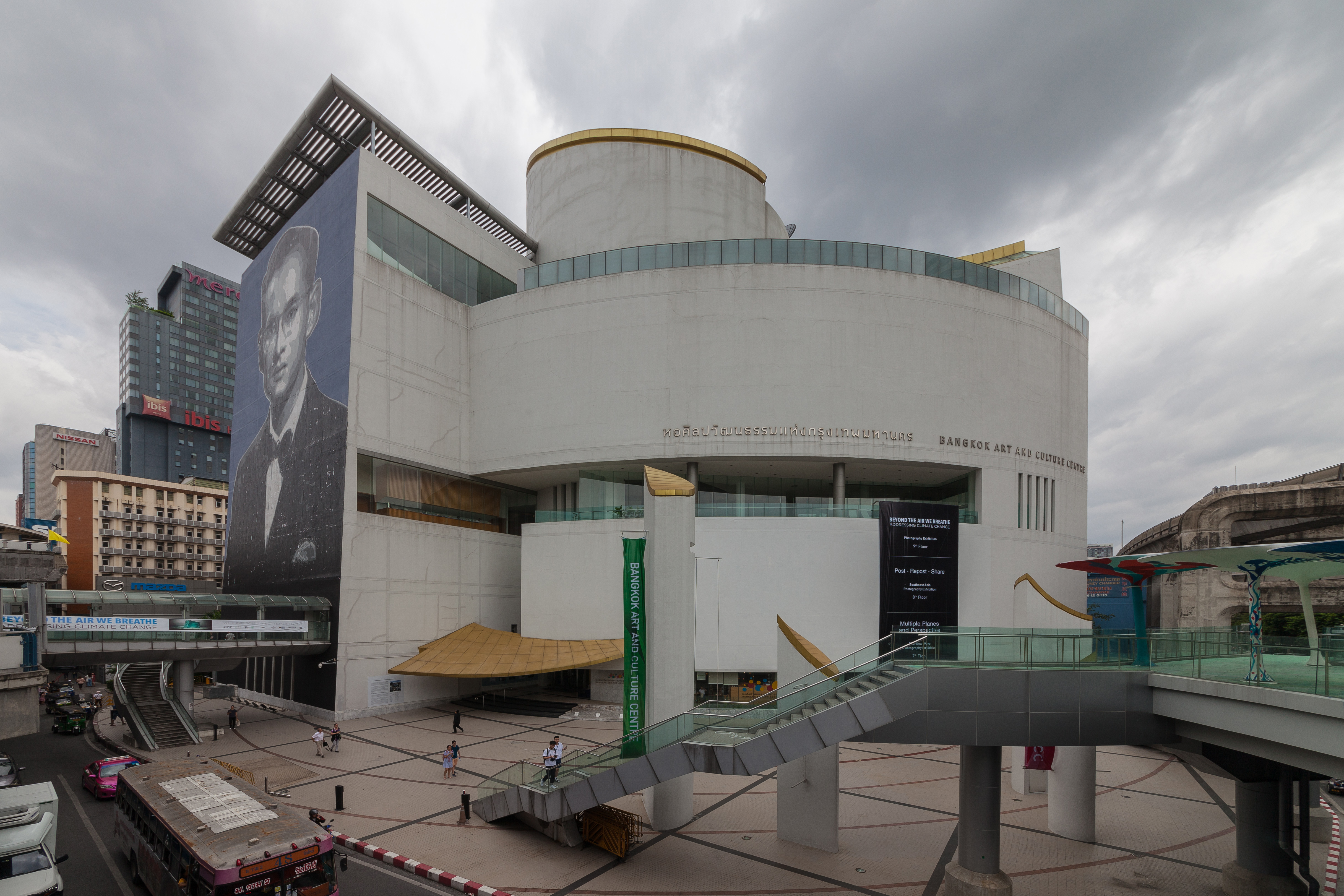
Centro de Arte y Cultura de Bangkok

### Arte
El arte tradicional tailandés, desarrollado durante mucho tiempo en contextos religiosos y reales, sigue contando con el patrocinio de varios organismos gubernamentales de Bangkok, como la Oficina de Artes Tradicionales del Departamento de Bellas Artes. La Fundación SUPPORT del palacio de Chitralada patrocina la artesanía tradicional y popular. Varias comunidades de la ciudad siguen practicando su artesanía tradicional, incluida la producción de máscaras khon, cuencos para limosnas e instrumentos musicales clásicos. La Galería Nacional alberga una colección permanente de arte tradicional y moderno, con exposiciones temporales de arte contemporáneo. 
En las dos últimas décadas, el arte contemporáneo de Bangkok ha pasado lentamente de la relativa oscuridad a la esfera pública. Poco a poco han ido surgiendo galerías privadas para dar a conocer a nuevos artistas, como el Teatro Patravadi y la Galería H. El céntrico Centro de Arte y Cultura de Bangkok, inaugurado en 2008 tras una campaña de presión de quince años, es ahora el mayor espacio público de exposiciones de la ciudad. También hay muchas otras galerías de arte y museos, entre ellos el Museo de Arte Contemporáneo, de propiedad privada.

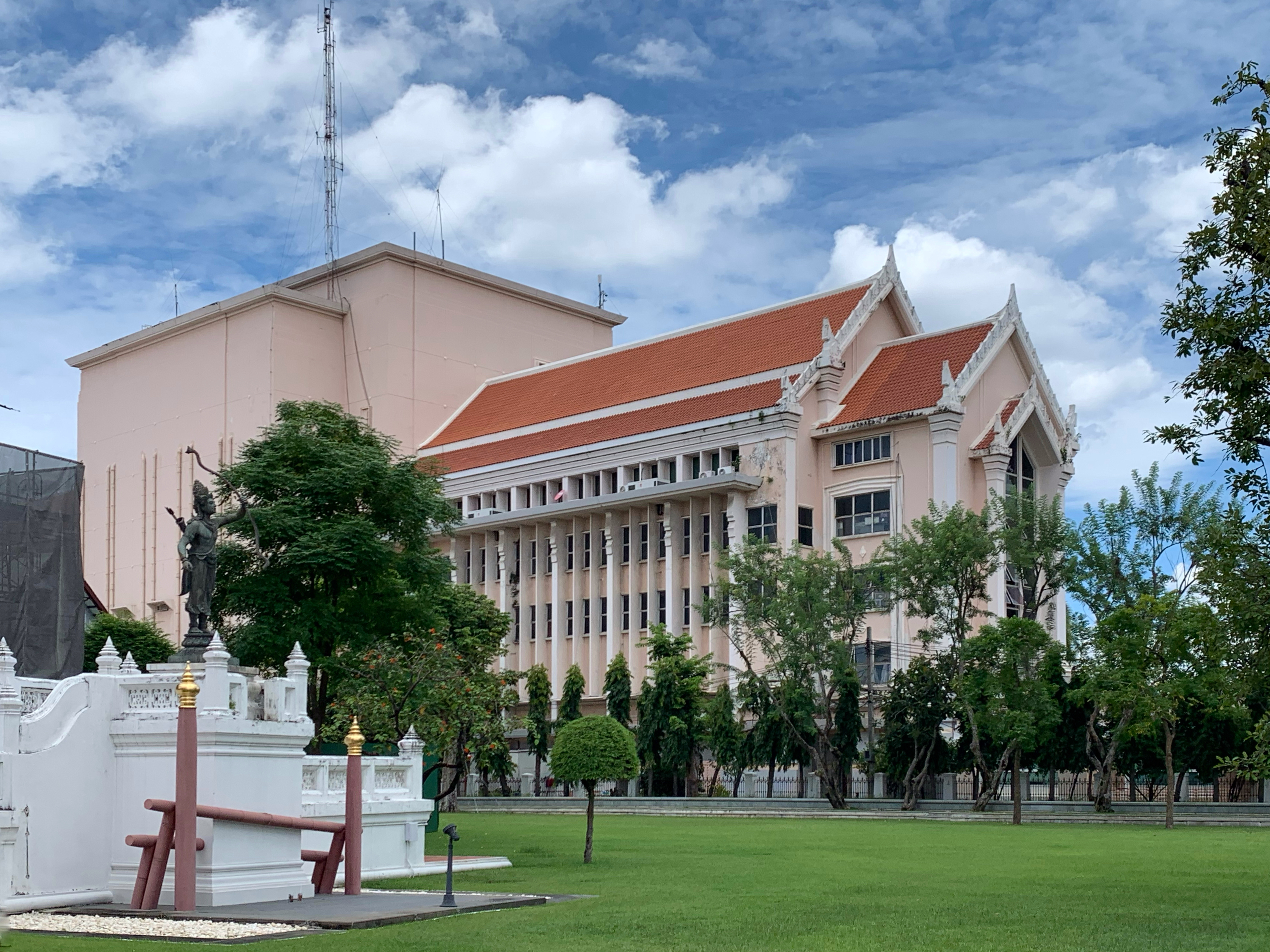
Teatro nacional en Bangkok

El panorama de las artes escénicas de la ciudad incluye teatro y danza tradicionales, así como obras de estilo occidental. En el Teatro Nacional y en el Teatro Real Salachalermkrung se representan regularmente khon y otras danzas tradicionales, mientras que el Centro Cultural de Tailandia es un recinto polivalente más reciente que también acoge musicales, orquestas y otros actos. Numerosos locales ofrecen regularmente diversos espectáculos por toda la ciudad.

## Ciudades hermanadas
Bangkok tiene relaciones de hermandad o acuerdos de colaboración con 23 ciudades en 16 países diferentes. Las siguientes ciudades forman parte de esa red:
| - Washington D. C. EUA, desde 1962 - Pekín, China, desde 1993 - Budapest, Hungría, desde 1997 - Brisbane, Australia, desde 1997 - Moscú, Rusia, desde 1997 - San Petersburgo, Rusia, desde 1997 - Manila, Filipinas, desde 1997 | - Yakarta, Indonesia, desde 2002 - Hanói, Vietnam, desde 2004 - Vientián, Laos, desde 2004 - Astaná, Kazajistán, desde 2004 - Chaozhou, China, desde 2005 - Fukuoka, Japón, desde 2006 - Seúl, Corea del Sur, desde 2006 - Guangzhou, China, desde 2009 | - Lausanne, Suiza, desde 2009 - Busan, Corea del Sur, desde 2011 - Chongqing, China, desde 2011 - Tianjin, China, desde 2012 - Ankara, Turquía, desde 2012 - George Town, Malasia, desde 2012 - Aichi, Japón, desde 2012 - Ragunda, Suecia |

## Criminalidad

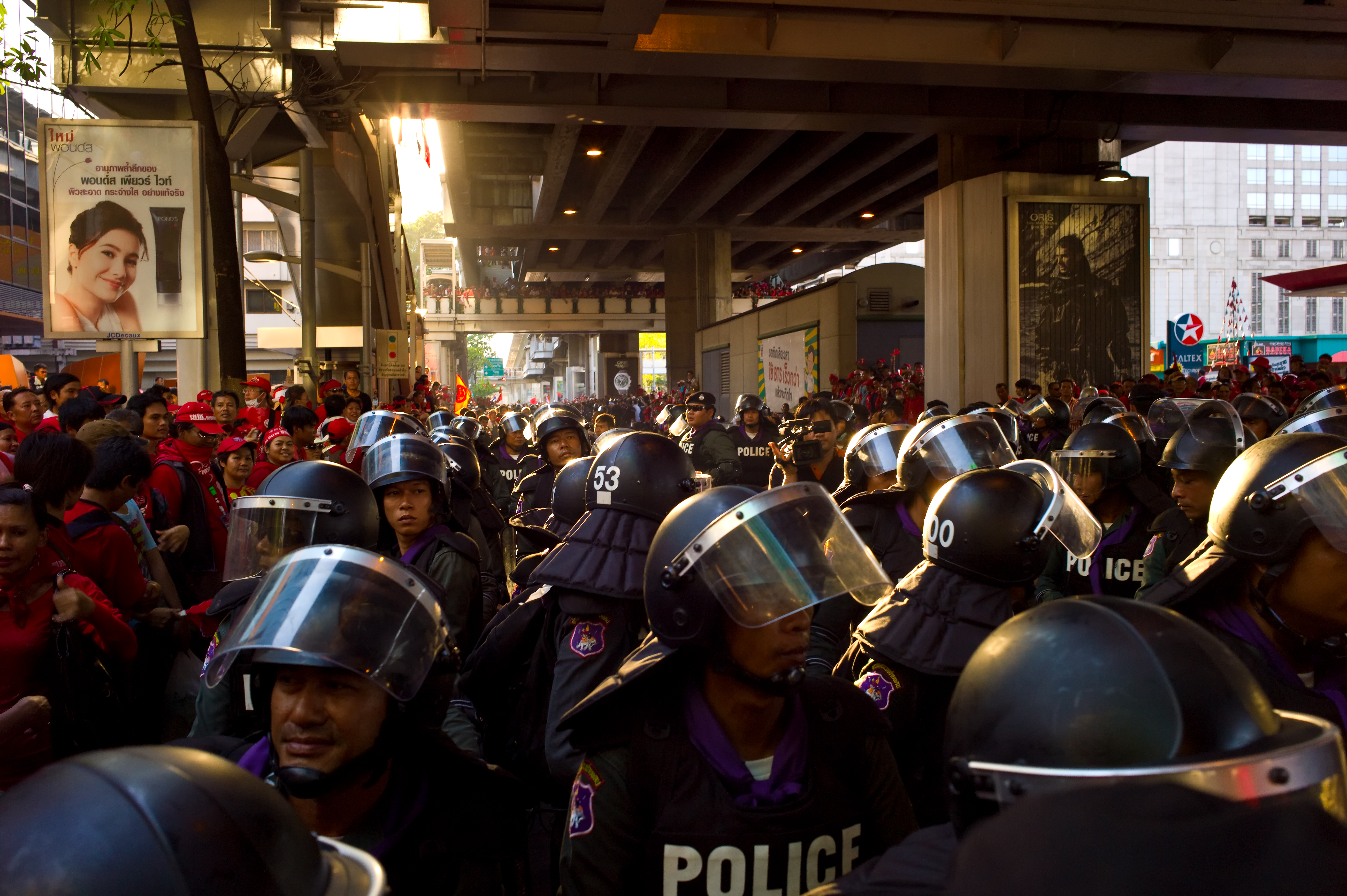
La Policía durante manifestación antigubernamental en Bangkok

Bangkok tiene un índice de delincuencia relativamente moderado en comparación con sus homólogos urbanos de todo el mundo. Los accidentes de tráfico son un riesgo importante, mientras que las catástrofes naturales son poco frecuentes. Episodios intermitentes de agitación política y atentados terroristas ocasionales han causado víctimas mortales.
Aunque la amenaza de la delincuencia en Bangkok es relativamente baja, son frecuentes los delitos de oportunidad no conflictivos, como los carteristas, los ladrones de bolsos y los fraudes con tarjetas de crédito. El crecimiento de Bangkok desde la década de 1960 ha ido seguido de un aumento de los índices de delincuencia, en parte debido a la urbanización, la emigración, el desempleo y la pobreza. A finales de la década de 1980, los índices de delincuencia de Bangkok cuadruplicaban los del resto del país. Durante mucho tiempo, la policía se ha preocupado por los delitos callejeros, que van desde el allanamiento de morada hasta las agresiones y los asesinatos. En la década de 1990 aparecieron el robo de vehículos y la delincuencia organizada, sobre todo por parte de bandas extranjeras. También es crónico el tráfico de drogas, especialmente el de pastillas de metanfetamina.
Según las estadísticas policiales, la denuncia más común recibida por la Oficina de la Policía Metropolitana en 2010 fue el allanamiento de morada, con 12.347 casos. Le siguieron 5.504 robos de motocicletas, 3.694 agresiones y 2.836 malversaciones. Los delitos graves incluyeron 183 asesinatos, 81 robos en banda, 265 atracos, 1 secuestro y 9 casos de incendios provocados. Los delitos contra el Estado eran mucho más comunes, e incluían 54.068 casos relacionados con drogas, 17.239 casos de prostitución y 8.634 relacionados con el juego. La Encuesta sobre Víctimas de Delitos en Tailandia, realizada por la Oficina de Asuntos de Justicia del Ministerio de Justicia, reveló que el 2,7% de los hogares encuestados declararon que algún miembro había sido víctima de un delito en 2007. De ellos, el 96,1% fueron delitos contra la propiedad, el 2,6% delitos contra la vida y la integridad física y el 1,4% delitos relacionados con la información.
Las manifestaciones y protestas políticas son habituales en Bangkok. Las históricas revueltas de 1973, 1976 y 1992 son tristemente célebres por las muertes causadas por la represión militar. Desde entonces, la mayoría de los acontecimientos han sido pacíficos, pero las grandes protestas que se han sucedido desde 2006 se han vuelto violentas con frecuencia. Las manifestaciones de marzo-mayo de 2010 acabaron en una represión en la que murieron 92 personas, entre manifestantes armados y desarmados, fuerzas de seguridad, civiles y periodistas. En Bangkok también se han producido incidentes terroristas, entre los que destaca el atentado de 2015 en el santuario de Erawan, en el que murieron 20 personas, y también una serie de atentados con bomba en la Nochevieja de 2006 y 2007.
Los accidentes de tráfico son un riesgo importante en Bangkok. En 2010 se produjeron 37.985 accidentes en la ciudad, con el resultado de 16.602 heridos y 456 muertos, así como 426,42 millones de baht en daños. Sin embargo, el índice de accidentes mortales es mucho menor que en el resto de Tailandia. Mientras que los accidentes en Bangkok representaron el 50,9% de todo el país, sólo el 6,2% de las muertes se produjeron en la ciudad. Otro grave peligro para la salud pública procede de los perros callejeros de Bangkok. Se calcula que hasta 300.000 perros vagabundos deambulan por las calles de la ciudad, y las mordeduras de perro figuran entre las lesiones más frecuentes tratadas en los servicios de urgencias de los hospitales de la ciudad. La rabia es frecuente entre la población canina, y el tratamiento de las mordeduras supone una pesada carga pública.